# Storia di Siracusa in età borbonica (1816-1861)
Siracusa in età borbonica (1816-1861)

## Contesto storico

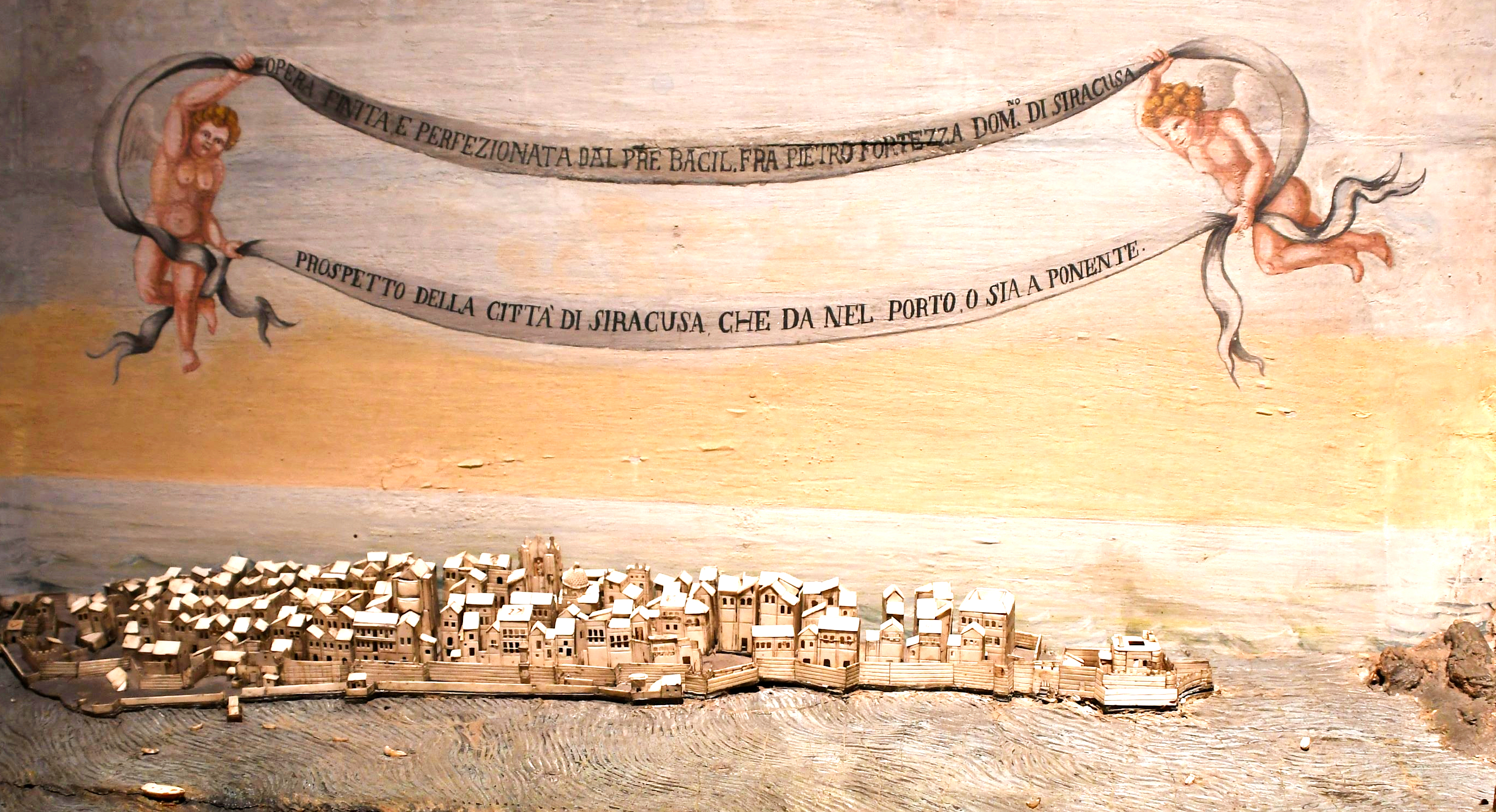
La Siracusa fortezza, rappresentata dalla sola isola di Ortigia, in un plastico tridimensionale del XIX secolo

Il contesto siracusano nel quale si svolsero gli eventi decisivi del secondo periodo borbonico (ovvero gli anni post-restaurazione) si formò in maniera ben precisa nel primo decennio dell'Ottocento: Siracusa fino ad allora era stata, e poteva dirsi ancora, una poderosa fortezza militare, originatasi in epoca spagnola e conservatasi come tale durante l'ascesa dei Borbone. La vita della sua popolazione era scandita da leggi marziali; da priorità belliche, da solide porte che si aprivano e si chiudevano solamente con il sorgere e il calare del sole e che all'occorrenza condannavano crudelmente i siracusani o all'esilio forzato dai propri focolari domestici oppure a un'obbligata e lunga reclusione all'interno delle mura. Nonostante fosse sede di una curia secolare e di numerosi organi civili, essa rimaneva una rinomata piazza d'armi, la qual cosa significava che la sua parte militare dominava ampiamente il resto delle sue facce sociali. Ciò la rendeva diversa dalla maggior parte dei capo-luoghi del Regno. La sua separazione fisica dal resto dell'isola e dal continente era data da doppie mura, numerosi fossati e ponti levatoi che impedivano ai siracusani una normale espansione demografica, oltre a recare loro un dannoso isolamento sociale.
I Borbone, in virtù della sua vasta storia bellica, la nominarono fin dall'estate del 1815 «piazza di guerra di prima classe»; una delle sole 6 in tutto il nascente Regno delle Due Sicilie (insieme ad essa le altre 5 designate furono Palermo, Messina, Capua, Gaeta e Napoli). Questo nuovo reame, per metà insulare e per metà continentale, nacque l'8 dicembre 1816, a seguito del Congresso di Vienna. Ma Siracusa aveva già negli anni precedenti ampiamente dato mostra ai suoi sovrani del ruolo strategico che essa rivestiva: quando la Francia rivoluzionaria, guidata da Napoleone Bonaparte, spodestò la monarchia borbonica dal Regno di Napoli, tentando di estendere il proprio dominio anche al Regno di Sicilia, Siracusa venne occupata militarmente dalle forze dell'Inghilterra e in parte separata dal potere borbonico, poiché gl inglesi, a fronte dell'eccezionale situazione bellica europea, richiesero ed ottennero il libero arbitrio per la difesa militare siracusana, non volendo permettere che Napoleone e i francesi conquistassero anche questa importante fortezza.

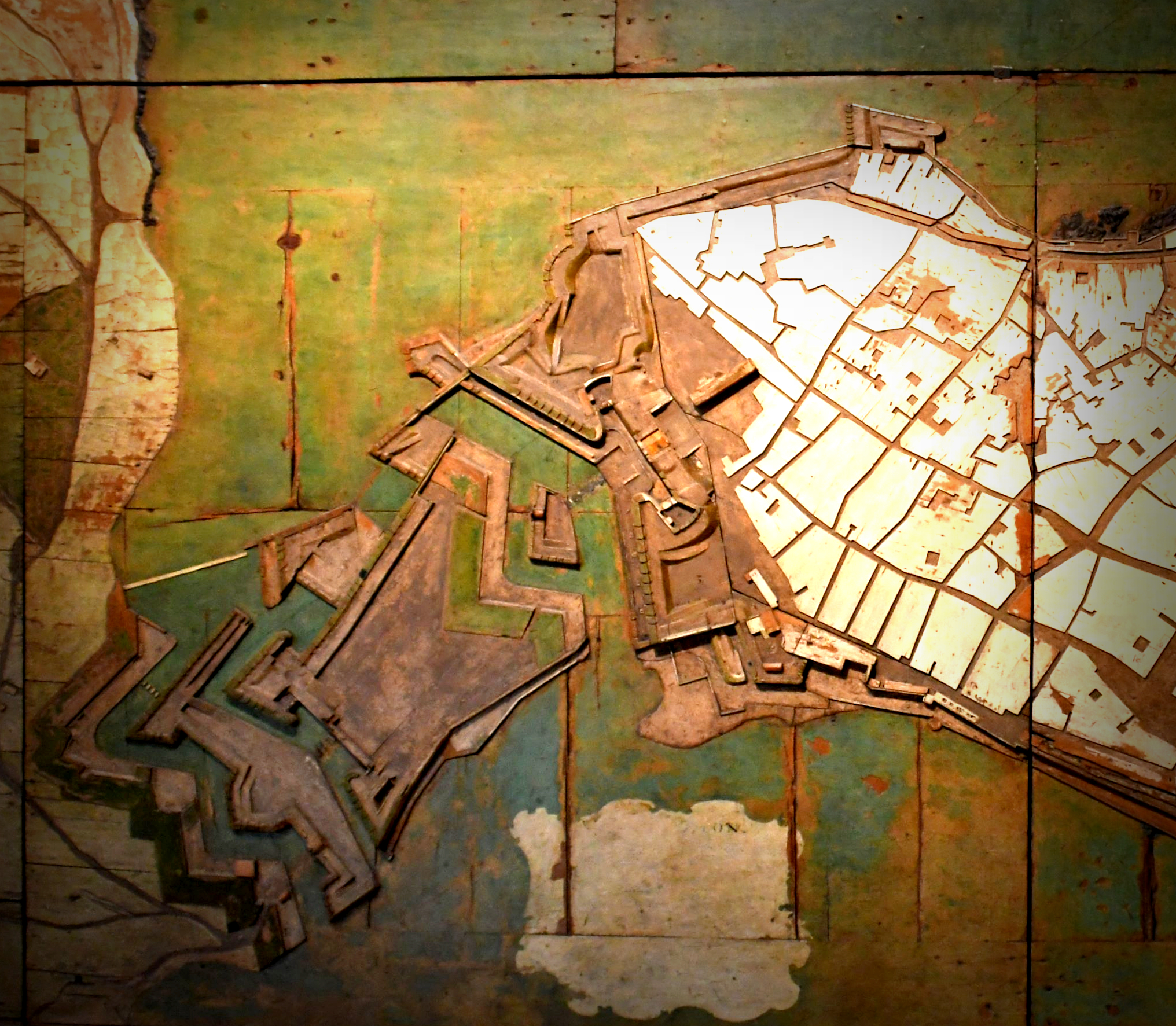
I fossati fatti scavare dagli spagnoli nel Cinquecento per separare Siracusa dal resto della Sicilia (dopo la fine dell'epoca borbonica essi vennero interrati tutti eccetto uno; quello più vicino a Ortigia)

Il primo decennio ottocentesco fu caratterizzato dall'instabilità politica per i Borbone. Grazie alla minaccia napoleonica e alla volontà inglese, la Sicilia ottenne dal re Ferdinando III nel 1812 una costituzione basata su quella anglosassone e che intendeva richiamare i tempi normanni dell'isola. Quello fu per Siracusa un periodo molto particolare, risultando divisa tra la crescente influenza inglese e il legame con la monarchia borbonica: a distanza di pochissimo tempo una siracusana, Lucia Migliaccio, fu scelta per divenire la seconda moglie del re in bilico Ferdinando III, e un principe della famiglia reale, Leopoldo di Borbone-Due Sicilie, ebbe il titolo di conte di Siracusa (titolo che era scomparso per l'appunto con l'epoca normanna).
La guerra con la Francia significò inoltre per Siracusa la fine dei rapporti con il secolare Ordine dei cavalieri di Malta (che aveva visto la luce proprio in questa città nell'estate del 1529) e la nascita di un nuovo tipo di relazione con l'Inghilterra, la quale spodestando per sempre i cavalieri dall'adiacente arcipelago siciliano prese sostanzialmente il loro posto.
La caduta di Napoleone portò al citato Congresso di Vienna, dove fu stabilita all'insaputa dei siciliani l'eliminazione dell'appena nata loro costituzione e la restaurazione, in maniera assolutistica, dei Borbone sul trono di Napoli e Sicilia. A contrariare ulteriormente gli animi degli isolani fu il fatto che per dare origine al Regno delle Due Sicilie scomparve totalmente la corona siciliana, essendo stata unita a quella napoletana.

## Anni pre-rivoluzionari

### Siracusa nel Grand Tour
L'Ottocento fu per i siracusani, tra le altre cose, il secolo nel quale si diffuse in giro per l'Europa l'abitudine di includere anche la terra aretusea negli itinerari del cosiddetto viaggio di piacere, meglio noto con il nome di Grand Tour (già in auge nel continente da diversi secoli). Nonostante la mancanza di strade e persino di locande nelle quali riposare, Siracusa divenne una delle principali mete per i tanti viaggiatori esteri. Di essa attraeva l'illustre storia di antica capitale mediterranea, vi fu però una condanna unanime da parte dei visitatori nel denunciare lo stato di isolamento e di miseria nel quale si trovava Siracusa durante l'età borbonica: in sostanza, era come se ancora fosse ferma all'epoca spagnola, poiché lo status intrinseco di città-fortezza impediva, qui più che altrove, il normale progredire civile.
Tuttavia, i viaggiatori riuscivano a trovare in essa sempre e comunque un lato positivo: un monumento, un paesaggio, una curiosità, e riportavano nel dettaglio le loro impressioni in diari di viaggi e libri, contribuendo così alla riscoperta di questa terra, imprimendone l'immagine nella cultura di massa. Dei suoi abitanti si diceva invece che fossero calorosi e che la loro indolenza fosse dettata unicamente dalla necessità, trovandosi essi in un contesto molto precario.

### L'economia dei siracusani
La Siracusa borbonica non godeva di un'economia industriale, né di un forte settore commerciale. Malgrado la sua provincia fosse tra le maggiormente esposte alla sollecitazione del mercato estero, i suoi settori economici facevano molta fatica ad emergere: ciò era dovuto alla situazione politica della Sicilia e più in generale alla situazione politica del Regno delle Due Sicilie.

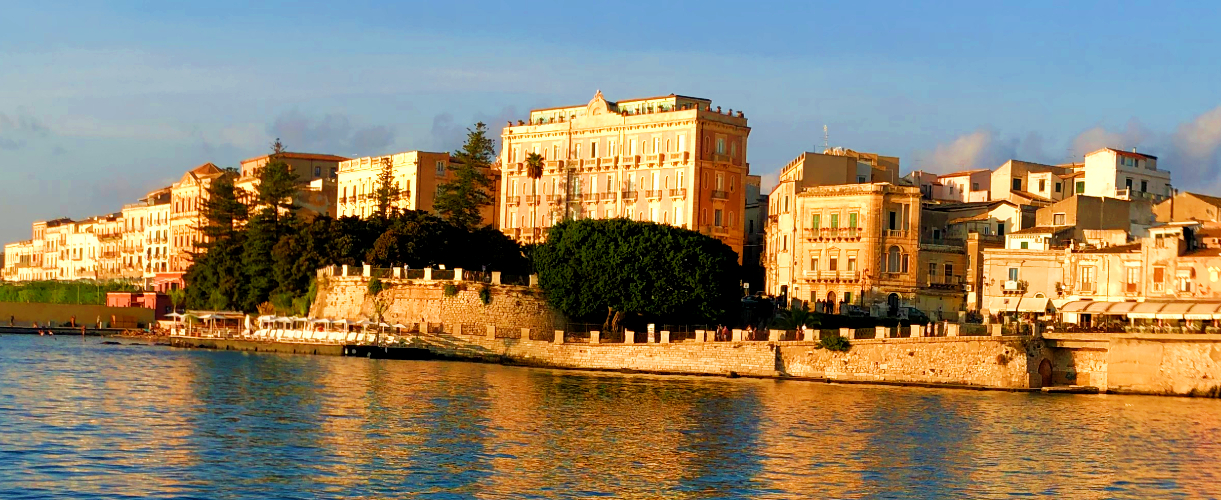
Le antiche mura del forte Aretusa che si salvarono dalla demolizione generale della città-fortezza attuata sul finire dell'800 (il forte oggi attornia solo la fonte Aretusa; l'acqua millenaria, simbolo dei siracusani)

Difatti l'Ottocento fu per Siracusa il secolo di una delicatissima transizione dallo stato di una città-fortezza - isolata, ma ben protetta da qualsiasi attacco nemico - a quello di una città che riscopriva il proprio sbocco sul mare e che poteva disfarsi di quell'apparato militare interno che così tanto l'aveva condizionata. In tale contesto va inevitabilmente considerata la storia politica del Regno al quale Siracusa apparteneva: già una volta, sul finire del Settecento, l'economia dei siracusani era stata frenata dallo scenario bellico del Mediterraneo: quando la Russia stabilì un patto commerciale con il Regno delle Due Sicilie - nel quale era prevedibile un roseo futuro per il settore vinicolo siracusano, essendo questo stato espressamente citato dall'entourage dello Zar - la Francia entrò nel suo periodo rivoluzionario, ed essendo divenuto il Mediterraneo orientale una terra per essa politicamente instabile, i Borbone (che già all'epoca gravitavano molto nella sfera d'influenza commerciale francese e inglese) non ebbero la forza necessaria per proteggere gli interessi regnicoli; con essi quelli siracusani.
Adesso Siracusa aveva dei nuovi vicini a Malta: gli inglesi. Costoro, grandi commercianti da secoli, rappresentavano degli appetibili e potenziali clienti per i siracusani (essendo il loro porto tradizionalmente il più interessato dagli affari maltesi); se non fosse che pure nell'Ottocento sorsero delle tensioni con la Francia (dovute al trascorso fortemente antagonistico che vi era stato tra francesi e inglesi durante le guerre napoleoniche): tensioni che divennero conflitti d'interesse tra Francia e Inghilterra durante il periodo rivoluzionario siciliano:
Essendoci quindi questa sorta di rivalità tra le due maggiori potenze dell'epoca, Siracusa, per il quieto vivere, non sviluppò mai una solida corrispondenza commerciale con la Malta degli inglesi. Si venne però a formare un mercato di contrabbando tra i siracusani e le navi di Sua Maestà Britannica: mercato che, secondo le fonti della Gran Bretagna, era elevatissimo e incoraggiato da entrambe le parti (considerando comunque che l'Impero britannico era tra i più estesi al mondo e la Sicilia, Siracusa compresa, rappresentava solo una minima parte dei suoi introiti).

### I primi segnali rivoluzionari
Il Congresso di Vienna del 1815 aveva lasciato scontenti e insoddisfatti i popoli europei del periodo post-rivoluzionario francese. La scintilla partì dalla Spagna nel 1820: questa, ribellandosi al proprio regime assolutistico, ottenne una costituzione, la qual cosa risvegliò anche nei siciliani il desiderio di ritornare al governo costituzionale del 1812, che si era formato nella loro isola durante l'occupazione inglese.
In Sicilia, però, il moto rivoluzionario assunse diverse connotazioni, tutte contrastanti tra loro:vi era infatti chi, oltre la costituzione, desiderava ottenere l'indipendenza dell'isola, chi si accontentava di far parte di un Regno costituzionale (essendosi pure i napoletani rivoltati per ottenere una costituzione unitaria) e chi infine rimaneva fedele al re e al suo volere.
Siracusa, nel suo insieme, come il resto della Sicilia orientale, venne solamente sfiorata dall'eco di questi primi moti, noti con l'appellativo di moti del 1820-1821, nonostante venisse ugualmente occupata dalle truppe austriache, mandate a sedare le città in rivolta e i luoghi sensibili (Siracusa rientrava in questi) dall'anno 1821, a seguito del Congresso di Lubiana.
La città aretusea poté inoltre dirsi luogo natio e di ritrovo di alcuni dei primi e più importanti rivoluzionari dell'epoca: tra tutti si ricordano il massone e carbonaro molisano Gabriele Pepe, che nel 1820 si trovava in città come capitano borbonico del Reggimento Fanteria di Linea Farnese, il maresciallo di campo siracusano Gaetano Costa, che servì Napoli prima sotto la dominazione francese e poi nella rivolta costituzionalista, e che mandò i suoi soldati in terra aretusea a fare proseliti dell'ideologia costituzionale unitaria, così come faceva Pepe, e infine un altro famoso nome legato alla Siracusa di quegli anni è quello di Gaetano Abela; anch'esso siracusano di nascita, che può essere riconosciuto come uno dei più notabili e precoci indipendentisti siciliani (i palermitani lo definirono come «la più solenne vittima del dispotismo borbonico»):
Gaetano era stato uno degli ultimi uomini a vestire la divisa dell'Ordine dei cavalieri di Malta prima dell'invasione francese: quando Napoleone Bonaparte prese possesso dell'isola, egli divenne amico del maresciallo di campo del futuro Imperatore dei francesi e seguì costoro in Francia, a Calais, dove ricoprì cariche pubbliche militari e si affiliò alla massoneria d'oltralpe. (alcune fonti lo vogliono inoltre membro del leggendario Ordine dei Rosacroce). Al termine delle guerre napoleoniche, Gaetano rientrò in Sicilia e qui, nel 1820, venne a contatto con gli ambienti indipendentisti di Palermo:
Inizialmente egli aveva sposato la causa carbonara napoletana (e difatti per questo, denunciato dalle autorità regie, aveva dovuto scontare due anni di carcere, dal 1818 al 1820, prima nel castello Maniace di Siracusa e poi nel Castel Sant'Elmo di Napoli), ma giunto nel palermitano egli decise di abbracciare pienamente un'altra corrente siciliana; quella di un'isola sovrana e indipendente da qualsiasi altro Stato. A Palermo, e nella sua provincia, i napoletani costituzionalisti non avevano avuto alcun seguito degno di nota, poiché la ex-capitale del Regno di Sicilia fremeva affinché le fossero restituiti i privilegi e i poteri esecutivi che aveva mantenuto fino all'unione forzata con la capitale regia continentale. Il siracusano, convinto che una soluzione separatista fosse la retta via da seguire, si allontanò dalla carboneria napoletana e si unì ai palermitani; questi diedero ad Abela il compito di far sollevare a favore dell'indipendenza il Val di Noto (mentre altri due comandanti di guerriglia avevano il compito di far sollevare il Val di Mazara e il Val Demone). Abela era quindi diretto contro la sua stessa patria, Siracusa, che in quel momento risultava serena e non turbata dalle varie fazioni politiche pro-indipendenza o pro-costituzione, poiché il suo popolo, all'epoca, non voleva immischiarsi nei pubblici affari.
Il tentativo di Abela venne stroncato dalla sua stessa milizia palermitana, la quale, troppo sediziosa e indisciplinata, gli si rivoltò contro, disarmandolo, saccheggiando l'equipaggiamento bellico e interrompendo così la sua marcia verso Siracusa (Abela fu infine condannato a morte, la cui sentenza venne eseguita pubblicamente in Palermo dalle autorità borboniche).
Nonostante la provincia aretusea fosse rimasta praticamente estranea ai moti palermitani del '20, gli alti comandi borbonici divennero estremamente sospettosi nei confronti dei siracusani. Le attenzioni militari andarono fin da subito ai frequenti collegamenti che Siracusa intratteneva con Malta: l'isola, adesso inglese, era vista come covo di cospirazioni contro i regi. La posta, gli imbarchi e gli sbarchi, qualsiasi tipo di contatto che dal porto aretuseo partiva alla volta di Malta, o da essa giungeva, doveva prima essere sottoposta allo scrupoloso controllo dei soldati di Sua Maestà Ferdinando I delle Due Sicilie.

### In tempo di pace

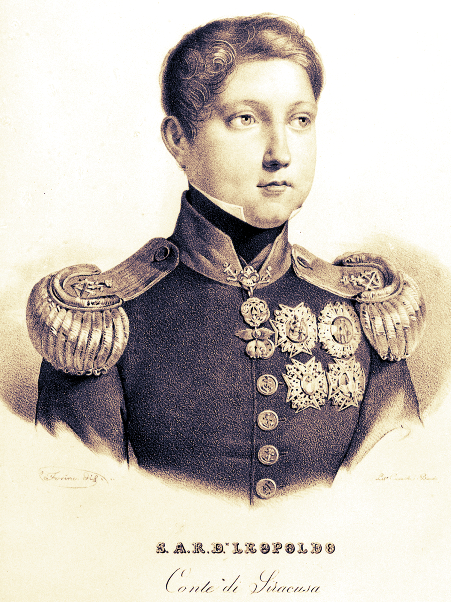
Il principe Leopoldo delle Due Sicilie, conte di Siracusa, quindicenne (1828): due anni prima che venisse mandato in Sicilia in qualità di viceré, alimentando le speranze dei siracusani per un felice miglioramento delle loro condizioni sociali

Anche se la Santa Alleanza, composta da Austria, Prussia e Russia, aveva ritenuto opportuno mandare soldati austriaci pure a Siracusa (questi soldati stettero di guarnigione al castello Maniace, posti sotto l'alto comando del generale tedesco in Sicilia Ludwig von Wallmoden-Gimborn), la vita della popolazione aretusea trascorreva tranquilla, eccetto che per i severi controlli sulle attività mondane dei siracusani effettuate dalle truppe; controlli che, comunque, con il passare del tempo andarono decisamente allentandosi.
Tra la fine degli anni '20 e l'inizio degli anni '30 importanti cambiamenti diedero ai siracusani il sentore di un possibile risollevamento sociale: anzitutto la città-fortezza, non affatto impensierita da moti violenti e accadimenti d'armi, crebbe finalmente in popolazione; un evento significativo per Siracusa, visto che, rispetto al resto della Sicilia, essa fin dall'epoca spagnola aveva sviluppato l'anomala e forte tendenza a decrescere, passando dagli oltre 50.000 abitanti del 1500, quando era tra le prime tre più popolose città di Sicilia (solamente Palermo e Messina all'epoca la superavano), ai circa 10.000 del 1700; annoverata infine, nel 1800, tra i centri abitati più piccoli del suo stesso Vallo (la secolare decrescita va imputata alle incessanti calamità naturali e belliche che la interessarono in maniera molto diretta durante la dominazione iberica). Al suo ritrovato benessere contribuì certamente la scelta del sovrano Ferdinando I di elevarla, nel 1816, a capoluogo di una delle 7 provincie siciliane, facendo confluire in essa una nuova vivacità sociale: nacquero allora scuole d'istruzione, di filosofia, scuole di danza, un mercato commerciale, si costruì una nuova banchina nel porto; approdarono i primi battelli a vapore.
Non essendoci pericoli di assedio, i siracusani furono lasciati liberi di entrare e uscire dalla propria città a loro piacimento: si moltiplicarono le gite in aperta campagna e si indissero numerose feste; il porto aretuseo veniva allora pacificamente frequentato anche dalle flotte straniere: gli americani, ad esempio, che vi approdavano spesso, nel 1830 diedero una gran festa per i siracusani a bordo delle loro navi, dilettandoli con danze e banchetti.

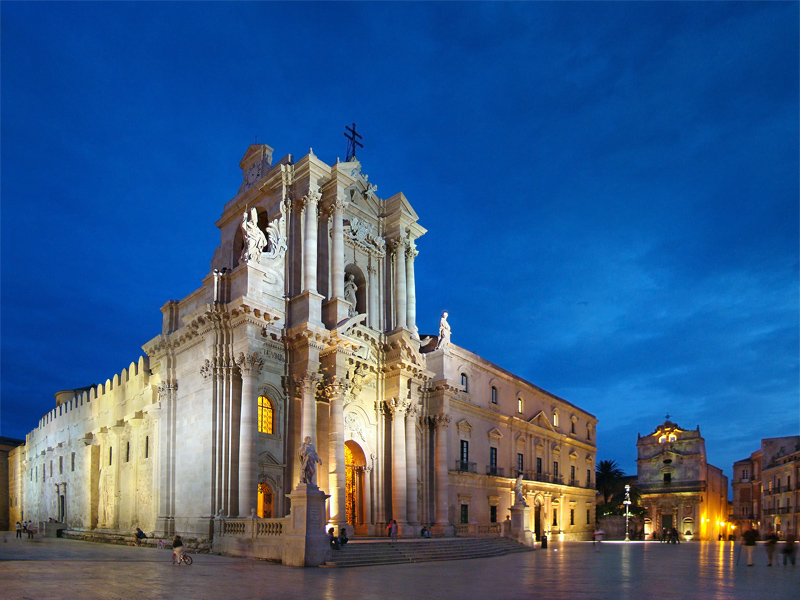
Alla destra del Duomo il palazzo vescovile nel quale dimorarono, durante i giorni della loro visita, il re Ferdinando II di Borbone e suo fratello Leopoldo conte di Siracusa

Nuove strade e ponti furono costruiti e la città accolse con gioia nell'estate del '30 l'arrivo dentro al proprio porto della nave che conduceva da essi il nuovo re delle Due Sicilie, il giovane Ferdinando II di Borbone, e il suo giovanissimo fratello, Leopoldo di Borbone-Due Sicilie - costui aveva inoltre il titolo di conte di Siracusa. Entrambi i reali alloggiarono presso il palazzo vescovile, affiancato al Duomo. Ferdinando II recava una novella ben lieta per i siracusani: colui che rappresentava la loro città nel suo titolo nobiliare era stato da Ferdinando stesso nominato viceré di Sicilia (Leopoldo aveva all'epoca 17 anni). Il popolo aretuseo si entusiasmò, convinto che la mossa del nuovo re avrebbe portato loro dei grandi vantaggi, essendo quel suo fratello legato già nel nome a Siracusa. In quei frangenti era difficile immaginare, come ebbe a notare lo storico siracusano Serafino Privitera, che la situazione sarebbe degenerata in maniera gravissima solo da lì a qualche anno.
Di quel periodo prospero, ma breve, scrisse lo stesso Privitera:
Il quale subito dopo aggiunse:

## La ribellione contro i Borbone

### La crisi sanitaria del '37
Nel 1817, nella lontana India, allora colonizzata dall'Inghilterra, si diffuse un morbo mortale chiamato colera  (gli inglesi, che effettuavano grandi spostamenti via nave in giro per il globo, ebbero un ruolo importante nella diffusione del colera). Mentre Siracusa in quegli anni prosperava, allo scoccare esatto di un ventennio, nel 1837, la malattia dall'Asia aveva infine raggiunto l'Italia meridionale, dopo aver fatto stragi in tutta Europa. I siciliani sapevano che vi era il rischio concreto che l'epidemia li contagiasse; la si attendeva, specialmente dopo che anche la vicina isola di Malta era stata infettata. Si cercava di scongiurarla mettendo in piedi dei cordoni sanitari terrestri e marittimi. Tutto ciò però non bastò e nell'estate del '37 Siracusa divenne, insieme a Palermo, Agrigento e Trapani, uno dei luoghi più colpiti dall'epidemia.
Nella città aretusea, però, avvenne in aggiunta qualcosa di ancor più sinistro che rese la situazione insostenibile: il popolo, già preso dal panico per l'alta mortalità del colera, fu indotto a credere che tale calamità fosse giunta fino a loro per opera di misteriosi avvelenatori; e non avvelenatori qualsiasi, bensì uomini fidati del re: dei suoi emissari. In sostanza, si diceva con forza per le strade siracusane, il colera era stato mandato ad avvelenare il popolo siciliano su ordine del governo di Ferdinando II di Borbone, adirato con la Sicilia perché questa voleva la propria indipendenza da Napoli.
Siracusa, quindi, per prima tra le città siciliane, sperimentò l'odio misto alla paura (sentimenti che presto avrebbero coinvolto anche Catania e Messina). La sua gente insorse e cercò i carnefici: gli avvelenatori del cibo e dell'acqua.
La convinzione dei siracusani fu peggiorata dalla confessione fatta dal francese Joseph Schwentzer: costui era stato uno dei sospetti arrestato dal popolo, ma anziché negare la teoria del veleno, egli, forse per cercare di guadagnare tempo, la supportò, affermando che l'untore era un tedesco di nome Baynardy, mandato dall'Austria in complicità con il governo borbonico; mentre lui era invece un emissario di Francia e che aveva lo scopo di osservare i popoli di Italia e Sicilia. Le sue parole ottennero unicamente una maggiore propensione alla vendetta, né poterono salvargli la vita.
L'incitazione del popolo contro i borbonici, ancor prima delle dichiarazioni dello Schwentzer, partì dai rivoluzionari locali, che fin dal 1820 tentavano di far sollevare Siracusa, facendole imitare i moti anti-napoletani che erano già in atto nella Sicilia occidentale. Se i capi dell'insurrezione credessero realmente all'avvelenamento che dicevano di aver scoperto, rimane tuttora incerto; senza alcun dubbio, però, il veleno rappresentò per loro la svolta decisiva: il fuoco su cui soffiare per far divampare la rivoluzione in tutta la Sicilia.

### L'intervento militare borbonico
I siracusani commisero eccidi, istigarono i comuni vicini a fare altrettanto: Floridia, Sortino e Avola si macchiarono degli stessi crimini. Si gridarono «parole vietate» contro i Borbone, fu versato del sangue innocente.
Catania, sulla scia degli accadimenti siracusani, insorse e cercò di organizzare una più vasta rivolta, che coinvolgesse tutto il lato orientale dell'isola, ma Messina, pur avendo tentato, non la poté seguire (poiché strettamente sorvegliata dai regi), e Siracusa stessa era divisa al suo interno: i rivoluzionari spingevano per far dichiarare la città ribelle, ma il popolo era convinto che avendo portato alla luce del sole le trame occulte del governo napoletano, il re sarebbe stato grato a Siracusa, visto che questa lo aveva salvato dai suoi traditori, e le avrebbe perdonato i disordini commessi. Quindi non ritenevano necessaria un'ulteriore rivolta. I catanesi rimasero soli. I siracusani tuttavia, che si fecero trovare del tutto impreparati al momento della venuta dei regi, ben presto si resero conto che non vi sarebbe stato alcun perdono da parte del loro re:
Se crudele fu la risposta dei siracusani alle istigazioni rivoluzionarie, altrettanto spietata fu la reazione dell'esercito borbonico contro di essi. Il compito dei regi era ristabilire l'ordine; riportare Siracusa con la legge marziale sotto le insegne dei Borbone: a sedare la città fu mandato da Ferdinando II, con poteri assoluti, il ministro della polizia del Regno delle Due Sicilie, il marchese Francesco Saverio Del Carretto (egli era già noto ai rivoluzionari per aver sedato altrettanto ferocemente i moti del Cilento nel 1828, durante i quali distrusse interi paesi).
Del Carretto, giungendo da Reggio Calabria e dopo aver sedato con maniere oltremodo violente la rivolta di Catania (la quale in quei frangenti maledisse Siracusa, dichiarandola bugiarda, colpevole di aver sedotto il popolo etneo con la storia del veleno e meritevole per questo del cruento castigo già patito dai catanesi), approdò all'alba, con numerose truppe napoletane e svizzere, nei pressi della penisola della Maddalena: la zona rurale che i siracusani chiamavano Plemmirio e Isola, da essi in parte abitata; promontorio che guardava la fortezza di Ortigia. Qui si verificarono le prime violenze militari: le truppe, difatti, scese a terra (mentre Del Carretto rimase sulla sua nave), se la presero con la parte più povera dei siracusani, coloro che vivevano mendicando nei dintorni della città: denunciati e puniti dai soldati, in quanto fatti erroneamente passare come briganti e ribelli. Al Plemmirio si verificarono arresti, percorse e persino stupri. I siracusani che vivevano lì furono stanati fin dentro le proprie case, nelle campagne e all'interno delle grotte, malamente ridotti in catene e condotti a bordo delle navi borboniche. Conclusa questa prima turbolenta fase, Del Carretto con i suoi soldati, e gli arrestati, fecero solenne ingresso all'interno delle mura ortigiane, chiudendo le porte della città e intrappolando così i siracusani, fino a quando il più severo ordine non avesse pervaso gli animi di tutti.

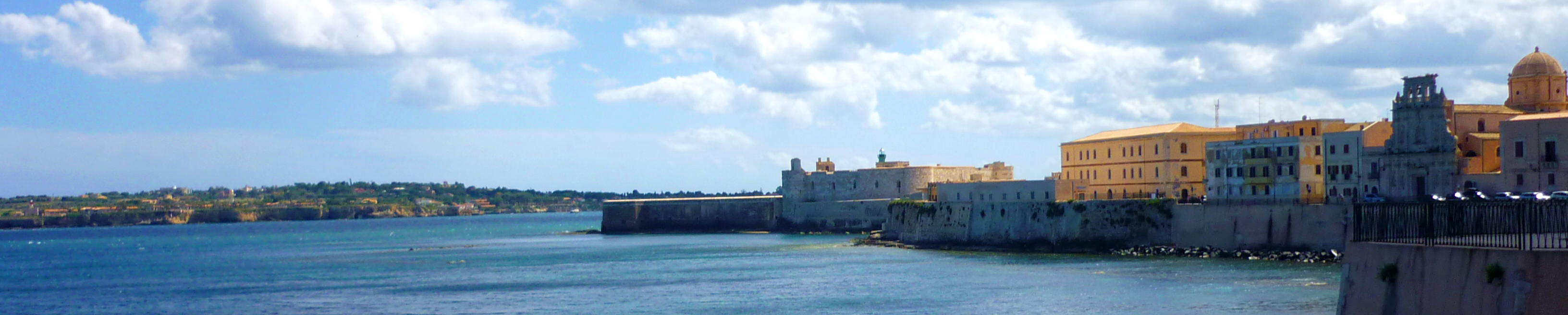
La penisola della Maddalena, luogo di sbarco della spedizione di Del Carretto, vista dalla fortezza di Ortigia

Tuttavia, il ministro di Sua Maestà trovò una città semi-deserta, poiché il colera aveva fatto fuggire la maggior parte dei siracusani nelle campagne. Del Carretto, com'era suo costume, voleva una punizione esemplare, inoltre una fortezza non poteva rimanere senza il suo popolo, egli quindi pubblicò un bando con il quale intimava a tutti i cittadini, compresi quelli già incontrati al Plemmirio, di rientrare subito dentro le mura di Ortigia, altrimenti avrebbe fatto saccheggiare le loro case dai soldati, che attendevano solamente un suo ordine per distruggere ogni cosa.
Gli abitanti, già traumatizzati, obbedirono e si chiusero dentro le mura cittadine - ciò però comporterà per loro una condanna: il colera difatti infuriava ancora e risparmierà ben pochi di quelli che fecero ritorno quel giorno. Con un altro bando Del Carretto si fece consegnare tutte le armi: chiunque fosse stato trovato con un'arma addosso veniva condannato a morte, ma poiché quelle consegnate gli parvero poche, giunta la sera, minacciò la città di bombardamento. A questo punto, sottomesso del tutto il popolo, i soldati si dedicarono alla caccia dei capi-rivoluzionari; non trovandoli, promisero una ricompensa a quei cittadini che, facendosi avanti, avessero rivelato i loro nascondigli; nessuno si presentò. La colpa infine ricadde particolarmente su un siracusano di nome Mario Adorno, convinto sostenitore dell'avvelenamento borbonico  (e acceso rivoluzionario: egli, con il suo manifesto contro il veleno, disse che «avrebbe portato la rivoluzione dentro le mura di Vienna stessa»). Adorno, suo figlio, e diversi altri compromessi sulla questione del veleno vennero condannati a morte. Le carceri furono riempite di gente con giudizio sommario. Non mancarono gli eccessi dei soldati nemmeno dentro le mura. Vennero ridotti all'obbedienza anche i comuni vicini che si erano sollevati.
Catania, che dapprima si era adirata con Siracusa per averla spinta a un inutile spargimento di sangue, quando anch'essa fu colpita dal colera si ravvide e sposò, più di qualunque altra città siciliana, la tesi siracusana che incolpava il veleno e il governo che l'aveva ordinato. Né, del resto, Del Carretto - oltre ad inveire contro i siracusani sui giornali stranieri, tacciandoli di essere violenti e ignoranti - fece qualcosa per convincere i siracusani che si stavano equivocando, dato che egli distrusse segretamente quelle che gli avevano detto essere le prove del veleno, senza mostrarle al popolo aretuseo; senza far capire agli abitanti che non vi era nulla da temere dai supposti venefici.

### La perdita del capoluogo a favore di Noto
Prima di andar via, Del Carretto dichiarò ufficialmente Siracusa decaduta dal suo titolo di capoluogo: l'accusò di scelleratezza e di ribellione. Disse che non era più tollerabile per il governo di Sua Maestà mantenere come guida della provincia una città che aveva istigato al massacro e resi insolenti anche le popolazioni ad essa vicine, quindi, il 4 agosto 1837, il suo titolo veniva dato a Noto - antica città che fin dai tempi della dominazione araba aveva dato il proprio nome al Vallo sud-orientale -, che era rimasta fino a quel momento estranea ai richiami dei siracusani..
Siracusa venne d'allora sottoposta a rigido controllo militare. Perse molti privilegi dei quali aveva goduto prima del 1837. La decisione di Ferdinando II di spostare la capitale a Noto creò una contesa tra siracusani e netini, mai esistita in passato, destinata a durare molto a lungo e a inasprire ulteriormente i rapporti con i Borbone, poiché Siracusa si sentì vittima di un'ingiustizia - che fino alla fine non perdonerà ai suoi regnanti -, asserendo che non fu l'unica città siciliana o europea a ribellarsi contro le autorità durante il colera, eppure nessun'altra città venne umiliata tanto quanto la patria di Archimede, la quale, oltre agli abusi gratuiti dei soldati e mercenari di Ferdinando, si vide da questi togliere anche l'unica autorità che ancora deteneva in quella che un tempo fu la terra che vide il prospero dominio degli antichi Siracusani:
Probabilmente Ferdinando con Siracusa fu molto più severo poiché fra tante città non si aspettava proprio la sua di ribellione, dato i privilegi che precedentemente le aveva concesso. Ciononostante, la ferita del '37 cambiò per sempre il rapporto tra siracusani e corona borbonica.
Se prima delle fomentazioni del '37 la Sicilia orientale era rimasta estranea alla volontà palermitana di staccarsi dall'antico Regno di Napoli, dopo di ciò fu anche per essa un continuo fomentare questa possibilità. Inoltre, nello specifico, la spedizione militare del '37 rappresentò per Siracusa l'ultimo significativo avvenimento bellico che affrontò da sola, poiché, come si vedrà negli anni a venire, essa, negli altri importanti futuri accadimenti, apparirà sempre affiancata o da inglesi o da francesi, e alle volte da entrambi, in quanto le due potenze vollero inizialmente farsi promotrici di una pace sperata tra i Borbone e i siciliani.

## Siracusa durante la rivoluzione del '48

### La questione degli zolfi e le due visite ufficiali di Ferdinando II
Nel 1838, mentre la situazione a Siracusa, dato il breve lasso di tempo ancora trascorso, rimaneva agitata, Ferdinando II dovette affrontare il suo primo serio conflitto diplomatico con una potenza europea che fino a quel momento gli si era dimostrata alleata, o quanto meno non ostile: la Gran Bretagna, la quale dispiegò infine, nel 1840, le sue navi da guerra contro il golfo di Napoli, minacciando il re, dichiarando di essere pronta ad azioni di guerra contro il Regno delle Due Sicilie, se Ferdinando non avesse posto fine alla questione degli zolfi.
Tale questione era scoppiata a causa della concessione monopolistica che il sovrano napoletano aveva stipulato con la Francia (l'eterna rivale dell'Inghilterra) riguardo alla vendita del prezioso minerale che si trovava in abbondanza solo in Sicilia (esattamente solo nella Sicilia centrale), che fino ad allora era stato sfruttato, in maniera altrettanto monopolistica, esclusivamente dagli inglesi. Siracusa, che non possedeva tali miniere, era però uno dei tre centri principali siciliani (insieme a lei gli altri due erano Palermo e Messina) nel quale gli inglesi gestivano del tutto il commercio dello zolfo, era quindi considerata un luogo sensibile al conflitto in corso. Essendo inoltre una delle più importanti fortezze del suo Regno, Ferdinando II si premurò di fortificarla al meglio in previsione di una guerra - certamente per lui non auspicabile - contro gli inglesi.
Siracusa, però, ancora adirata con il suo sovrano, si mostrò in quei frangenti felice all'idea che l'Inghilterra potesse mettere fine al Regno delle Due Sicilie, nonostante i tanti soldati napoletani che erano stati mandati a difenderla da un'eventuale aggressione esterna. Fu spedito nella fortezza come comandante il generale Desuget, al quale venne consegnata una lista con su scritti i nomi di molti siracusani considerati un pericolo in caso di guerra con gli inglesi, poiché desiderosi di far cessare la monarchia borbonica, quindi possibili alleati del nemico, ma Desuget lacerò la lista, asserendo che egli non temeva le ire dei giovani liberali. Va tenuto presente, in tal senso, che i napoletani non si fidavano dei siciliani: delle tante richieste fatte dalla Sicilia nei precedenti moti rivoluzionari, essi avevano rispettato solamente quello che esentava i siciliani - quindi anche i siracusani - dalla coscrizione militare, proprio perché non volevano vederli armati, essendo essi ben propensi alla ribellione contro l'unificato Regno.
Giunse intanto, nella primavera del 1840, il re Ferdinando II di Borbone sui lidi di Siracusa: egli, che aveva piantato il campo principale delle operazioni belliche vicino allo Stretto di Messina, volle visitare la fortezza ortigiana, visionarne le munizioni, l'artiglieria, la fanteria. Giudicò non abbastanza gli sforzi compiuti: contro l'Inghilterra bisognava mostrarsi più forti. I siracusani, altamente scettici riguardo alle possibilità di successo di questa eventuale guerra (considerando che il Regno Unito della regina Vittoria non aveva rivali sui mari e solamente la Francia era a quel tempo in grado di tenere, con fatica, testa agli inglesi), non si fecero illusioni quando il re promise dei netti miglioramenti delle condizioni sociali della loro città (che nel '38 aveva finalmente superato l'epidemia del colera), poiché presero quelle sue parole come dettate unicamente dal timore della situazione in corso. Nonostante ciò, gli animi tra i siracusani e il re, in tali circostante, si distesero leggermente: questa sua visita andò molto meglio della precedente, effettuata nell'ottobre del 1838, quando a Siracusa egli, giunto con la sua nuova consorte, la regina Maria Teresa d'Asburgo-Teschen, trovò ad attenderlo solamente facce scontente e dolenti, né ricevette alcuna festa né alcun gesto d'affetto nei suoi riguardi.
Infine la guerra tra l'Impero britannico e il Regno delle Due Sicilie non scoppiò, grazie alla mediazione della Francia, la quale riuscì a far distendere gli animi delle rispettive parti in causa e consigliò a Ferdinando di annullare il contratto stipulato con la sua stessa gente, in modo da risolvere una volta per tutte la questione degli zolfi. Ferdinando acconsentì.
Da notare, tuttavia, che nei momenti di tensione, quando gli inglesi catturavano le navi napoletane e le tenevano in ostaggio a Malta, il ministro inglese Lord Palmerston diede ordine ai suoi uomini di non fomentare alcuna rivolta dei siciliani contro il governo borbonico, palesando che evidentemente vi era un alto rischio che ciò potesse accadere.

### Una nuova corrente: l'unificazione dell'Italia
Le guerre napoleoniche avevano a suo tempo sconvolto l'assetto politico e sociale di molti Stati europei, tra questi anche gli antichi Stati italiani: Napoleone Bonaparte, negli anni del suo apogeo, aveva costituito una Repubblica italiana, sita geograficamente nel Nord Italia, e poi l'aveva sostituita con un Regno d'Italia, che ricalcava più o meno i medesimi confini repubblicani e del quale egli stesso si fece incoronare sovrano (anche la Repubblica era stata retta sotto il controllo della Francia). Tutto ciò andò avanti dal 1802 al 1814 (anno della resa di Napoleone a Fontainebleau). Dopodiché il Congresso di Vienna ridisegnò i confini, ponendo molta parte di quei territori sotto il dominio della corona asburgica d'Austria (la quale li riunì nel Regno Lombardo-Veneto, militarmente controllato dall'esercito imperiale austriaco). Tuttavia, gli antichi Stati italiani avevano sperimentato e assaporato con Napoleone - nonostante la certamente forte influenza francese - la possibile e vasta unità territoriale della penisola; indipendente da qualsiasi altra corona straniera.
Anche il Sud Italia era stato toccato dalle idee repubblicane napoleoniche, poiché i francesi riuscirono a conquistare pure la corona dei Borbone (nacque una Repubblica Napoletana a guida francese, anch'essa sostituita da un Regno di Napoli bonapartista): eccetto la Sicilia.
I siciliani, infatti, erano rimasti estranei ai profondi cambiamenti politici avvenuti nel resto della penisola, poiché essi erano stati per tutti quegli anni posti sotto la totale protezione dell'Inghilterra, la quale si era battuta fino alla fine affinché Napoleone non ponesse piede nell'isola (Siracusa, a tal proposito, fu uno dei primissimi centri chiave della loro difesa), né gli inglesi volevano sentir parlare di Repubbliche. Per cui, i siciliani, si battevano per riavere la loro costituzione e la loro perduta indipendenza come Regno (il soppresso Regno di Sicilia).

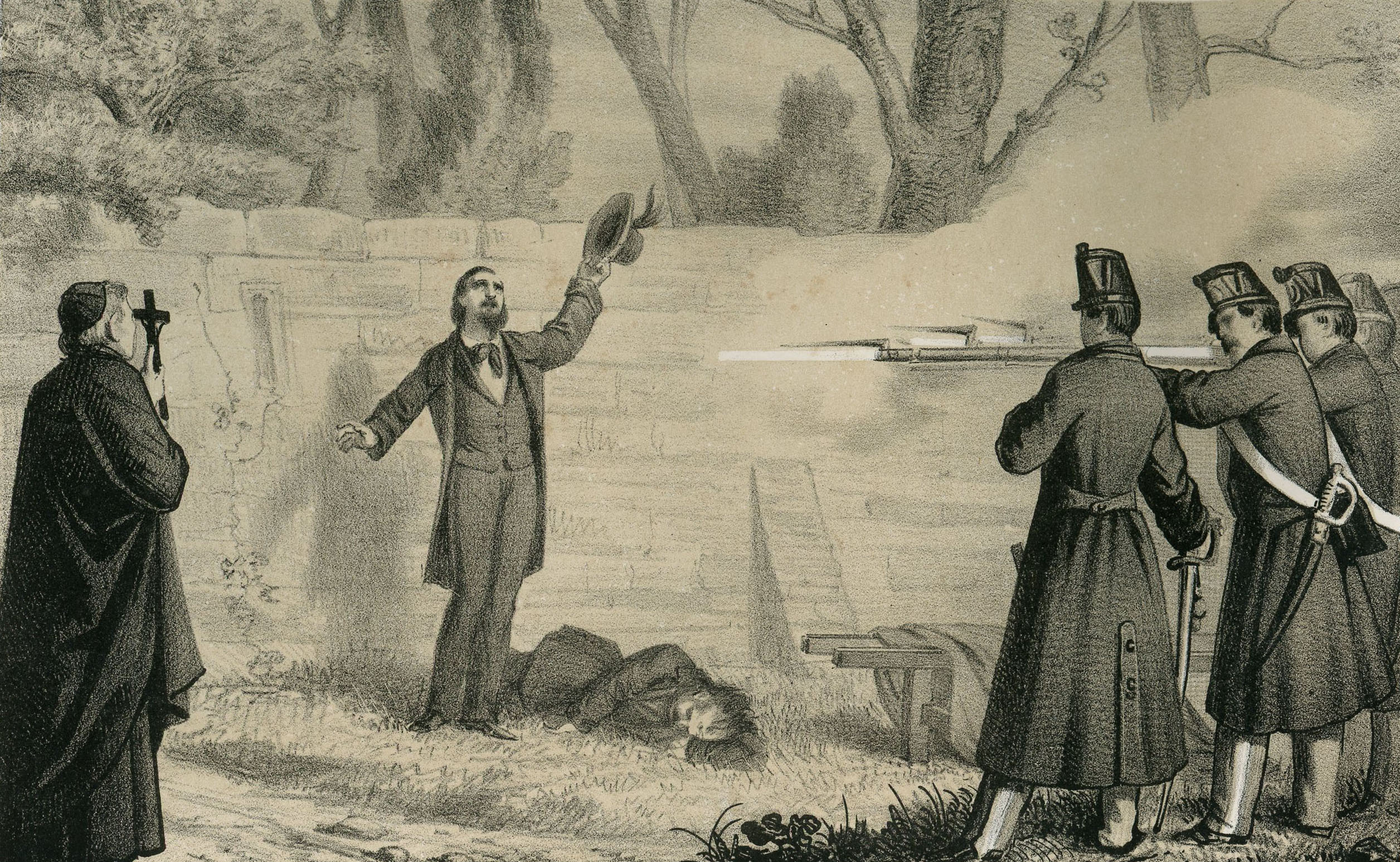
La fucilazione, avvenuta nel cosentino, dei fratelli Bandiera: i due veneziani, disertando dall'esercito austriaco, si recarono in Calabria nel 1844 per chiedere a Ferdinando II di Borbone di divenire il sovrano costituzionalista di un'Italia unita. Il loro appello alla causa nazionale, di matrice mazziniana, rimase inascoltato. I fratelli furono condannati a morte

In tale contesto, dopo la Restaurazione dell'assolutismo del '15, i popoli dell'Italia si unirono alle rivolte costituzionaliste, che ben presto sfociarono in moti unitari e indipendentisti, la cui svolta fu segnata nel 1847 dalla salita al potere di papa Pio IX (l'ultimo sovrano dello Stato Pontificio), il quale si fece promotore di ideologie liberali e propose agli Stati della penisola di unirsi in una lega federale economica, chiamata Lega doganale - come quella che aveva portato all'unione federale economica della Germania -, che avrebbe potuto portare in futuro anche ad un'unione politica.
La Lega doganale infine fallì, poiché due di quelli che avrebbero dovuto essere tra i suoi più importanti membri, ovvero il Regno di Sardegna e il Regno delle Due Sicilie, non la sostennero: il re del Piemonte, Carlo Alberto di Savoia, dichiarò nel marzo del 1848 guerra all'Austria (Prima guerra d'indipendenza italiana), volendo allontanare gli imperiali asburgici dal Lombardo-Veneto, preferendo poi seguire una politica annessionistica piuttosto che federale. Al contempo, Ferdinando II di Borbone, dopo aver promesso aiuti alla causa italiana, preferì ritirarsi, poiché stava affrontando un'altra grave crisi interna al suo Regno: l'ennesima rivoluzione siciliana, seguita da una rivoluzione nel napoletano.
Il 1848 fu noto come l'anno della Primavera dei popoli - inaugurata dai siciliani nel mese di gennaio -, poiché quasi tutta l'Europa si sollevò contro i propri governi, desiderando nuovi e importanti cambiamenti.

### La scelta indipendentista
Nonostante fosse stata oggetto delle visite e degli scritti, e dei tentativi, di diversi illustri nomi di personaggi italiani che protendevano per l'unificazione della penisola (Siracusa, ad esempio, fu la prima tra le città siciliane a ricevere da Malta i giornali del movimento repubblicano unitario della Giovine Italia, fondato da Giuseppe Mazzini, e a passarli poi a Catania, dando l'avvio alla sua diffusione nell'isola), la Sicilia decise nel '48 di staccarsi da essi - riteneva l'unificazione un obiettivo utopistico - e di ribellarsi alla monarchia borbonica con il solo scopo di auto-proclamarsi Regno indipendente.
Dal '38 al '48 i rivoluzionari siciliani avevano tenuto tra di essi numerose riunioni, nelle quali si era andata affermando sempre più l'ipotesi indipendentista (già nel '40 era stato stabilito l'ordine di sollevazione:Palermo si sarebbe ribellata per prima, poi sarebbe seguita Messina, poi Catania, allora Siracusa e infine Trapani, cercando di coinvolgere anche la parte continentale del Regno borbonico). Si era inoltre alimentata l'avversione contro i Borbone e contro il governo napoletano: negli ultimi incontri si arrivò a dire che la Sicilia sarebbe stata meglio con i Turchi piuttosto che con l'attuale suo Stato (paragonando, provocatoriamente, il periodo nel quale la Sicilia subiva gli attacchi dell'Impero ottomano al periodo dell'insoddisfacente governo napoletano; preferendo il primo al secondo).
I siracusani, che con curiosità e ansia venivano spesso interrogati dagli altri siciliani sulla questione del veleno - su come fossero riusciti a scoprire la crudele macchinazione governativa (oramai divenuta argomento caro a ogni rivoluzionario dell'isola) - appoggiarono con convinzione quanto si era stabilito negli incontri e diedero la loro piena adesione a qualunque fosse stata l'«universale volontà della Sicilia».

### Sicilia, Stato indipendente: le tappe della rivoluzione

#### Prima fase

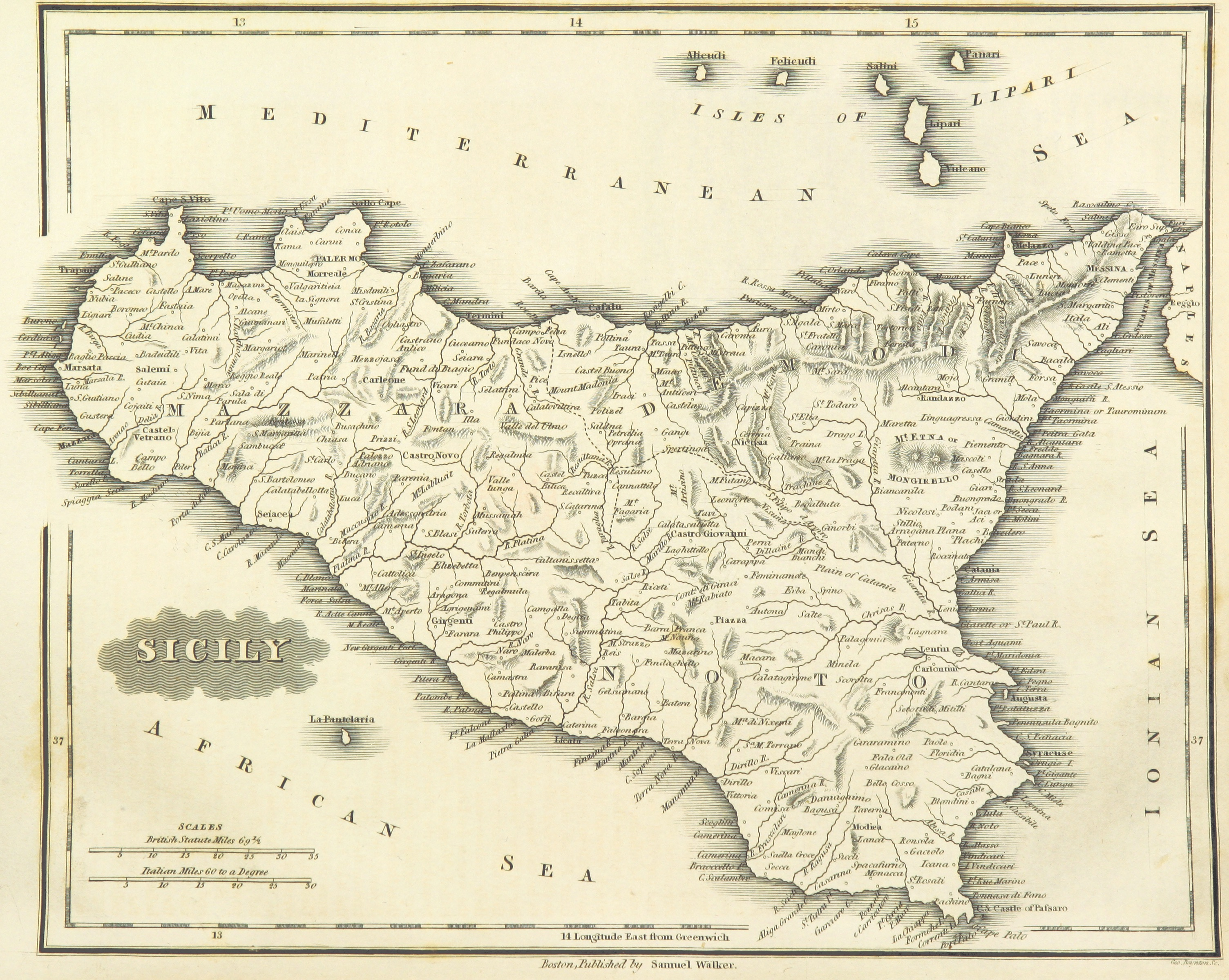
Una dettagliata mappa della Sicilia ottocentesca (con la divisione dei tre Valli); opera di Conrad Malte-Brun e James Gates Percival, British Library

La prima parte del piano funzionò bene: i palermitani il 12 gennaio del 1848 insorsero e cacciarono via dalla loro città i regi napoletani. Poi avvennero altre sollevazioni in maniera spontanea: il secondo dei 7 capoluoghi ad insorgere fu quello di Agrigento (all'epoca Girgenti), il 22 gennaio; seguì gli agrigentini, il 29 gennaio, Catania e lo stesso giorno insorse pure Caltanissetta. Il 30 gennaio fu la volta di Trapani, mentre il 4 febbraio anche Noto si unì alla ribellione. Al Comitato generale siciliano (sito in Palermo) il 29 gennaio stesso arrivarono le adesioni di oltre 100 comuni dell'isola, che avevano aderito alla rivoluzione.
Tuttavia, situazione ben diversa era quella delle due più sorvegliate e attrezzate fortezze dell'isola: la Cittadella di Messina e Siracusa, le quali, avendo al loro interno un notevole sistema fortificato e numerosa truppa regia, non poterono essere sollevate con altrettanta velocità: Messina, però, essendo a differenza di Siracusa libera al suo interno (mentre i siracusani vivevano dentro una fortezza, i messinesi erano piuttosto minacciati da una fortezza che sorgeva loro vicino: l'omonima Cittadella militare), presero li controllo della loro città, dichiarandosi liberi e iniziando a bombardare l'adiacente fortezza.
Solo Siracusa rimaneva del tutto in mano dei regi. Il suo travaglio era già iniziato l'11 gennaio 1848, quando un forte terremoto (5.8 della scala Mercalli) aveva inaugurato il suo periodo rivoluzionario: l'epicentro del sisma fu nel golfo di Augusta (zona particolarmente sismica); esso gettò nel panico i paesi del siracusano, tuttavia, nonostante il giorno e l'ora fossero quasi i medesimi del più celebre terremoto ibleo del 1693, i danni furono nettamente minori (non si verificò tra l'altro alcun maremoto). Certamente, però, il sisma aveva scosso i siracusani e di questo turbamento ne approfittò il generale Palma: costui, meno fanatico del marchese Del Carretto, reggeva la fortezza di Siracusa e cogliendo l'occasione della concomitanza tra il terremoto e la sollevazione di Palermo (avvenuti a un solo giorno di distanza), cercò di infondere negli abitanti aretusei il timore della religione: quindi il terremoto era un segno divino mandato ai siciliani; questa rivoluzione avrebbe recato loro solo disastri. Il generale, oltre a esortare l'arcivescovo a tenere pubbliche orazioni di penitenza per le strade, durante le quali i siracusani dovevano pentirsi dei loro funesti piani rivoluzionari e chiedere perdono a Dio per questo, fece anche posizionare dai soldati delle travi cadute accanto agli edifici in modo da far sembrare il terremoto ancor più devastante e pericoloso. Il suo piano funzionò, poiché per i giorni a venire i siracusani ebbero pensieri solo per il terremoto; distogliendo l'attenzione da quanto invece stava accadendo nell'isola che, nel frattempo, in maniera compatta si ribellava ai Borbone.

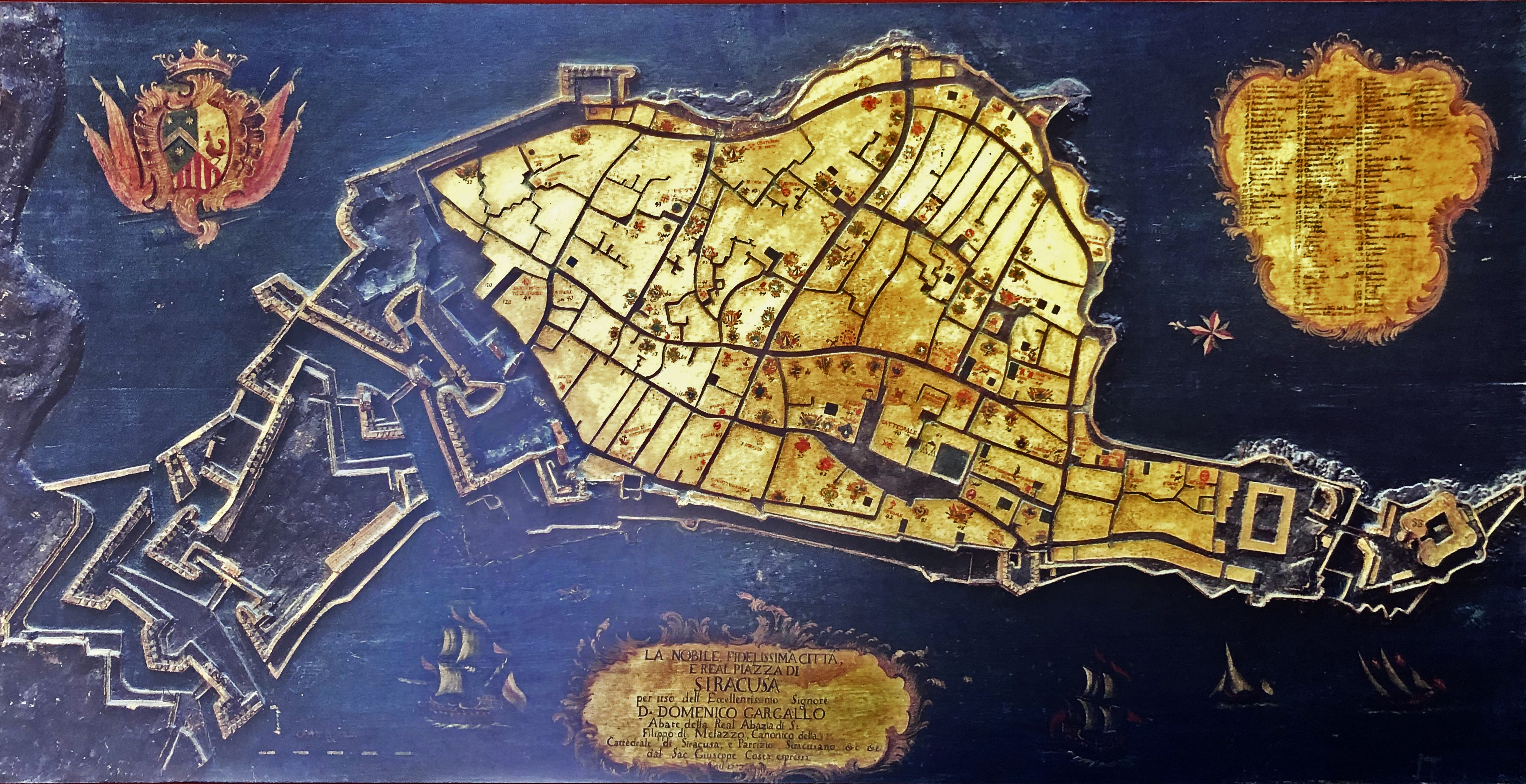
Mappa tridimensionale ottocentesca della fortezza ortigiana: La Nobile, Fidelissima, Real piazza di Siracusa, dell'abate aretuseo Domenico Gargallo

Quando le acque si calmarono, anche Siracusa si concentrò sulla rivoluzione, cercando un modo per disfarsi dei regi: non era semplice, poiché ogni giorno vi giungevano nuovi soldati napoletani, i quali, lasciando i centri da dove venivano messi in fuga, si ritiravano all'interno della fortezza aretusea, in attesa di ordini da Napoli. Il re, nel mentre, si trovava in grande difficoltà, perché anche il popolo napoletano gli si era rivoltato contro, domandando la soppressa costituzione del 1820. Egli la concesse e diede notizia di ciò in tutte le città di Sicilia. Ma l'isola, all'unanimità, la rifiutò: tale costituzione non prevedeva la separazione dei due Regni - che per i siciliani era ormai un punto fermo -, essi desideravano quella del 1812, quando all'isola era garantita una propria monarchia parlamentare.
La Gran Bretagna s'inserì negli accadimenti in atto: Lord Palmerston incaricò Lord Minto di mediare la pace con il governo di Napoli. Venne spedita a Malta la Mediterranean Fleet della Royal Navy, dislocata a Palmas bay (golfo di Palmas, Sardegna), e fu posta sotto il comando del vice-ammiraglio William Parker, I baronetto di Shenstone, il quale ebbe il compito di vegliare le acque siciliane e di farsi portavoce delle volontà del governo della sua nazione. Poco più tardi si unirà alla Gran Bretagna anche la Francia: essa, che nel medesimo periodo diede vita alla Rivoluzione di febbraio, proclamandosi Repubblica (preludio dell'ascesa al potere di Napoleone III e della nascita del Secondo Impero francese), affiancherà gli inglesi mandando nelle acque siciliane il suo vice-ammiraglio Charles Baudin, comandante in capo nel Mediterraneo delle forze navali della Seconda Repubblica francese, mentre la mediazione presso Ferdinando sarà affidata al ministro plenipotenziario parigino Alphonse de Rayneval. L'intercessione volitiva delle due potenze- con interessi nettamente contrastanti tra esse: una fortemente monarchica, l'altra fortemente repubblicana - finirà per risultare fatale alla rivoluzione dell'isola; come ebbero a constatare diverse fonti dell'epoca.

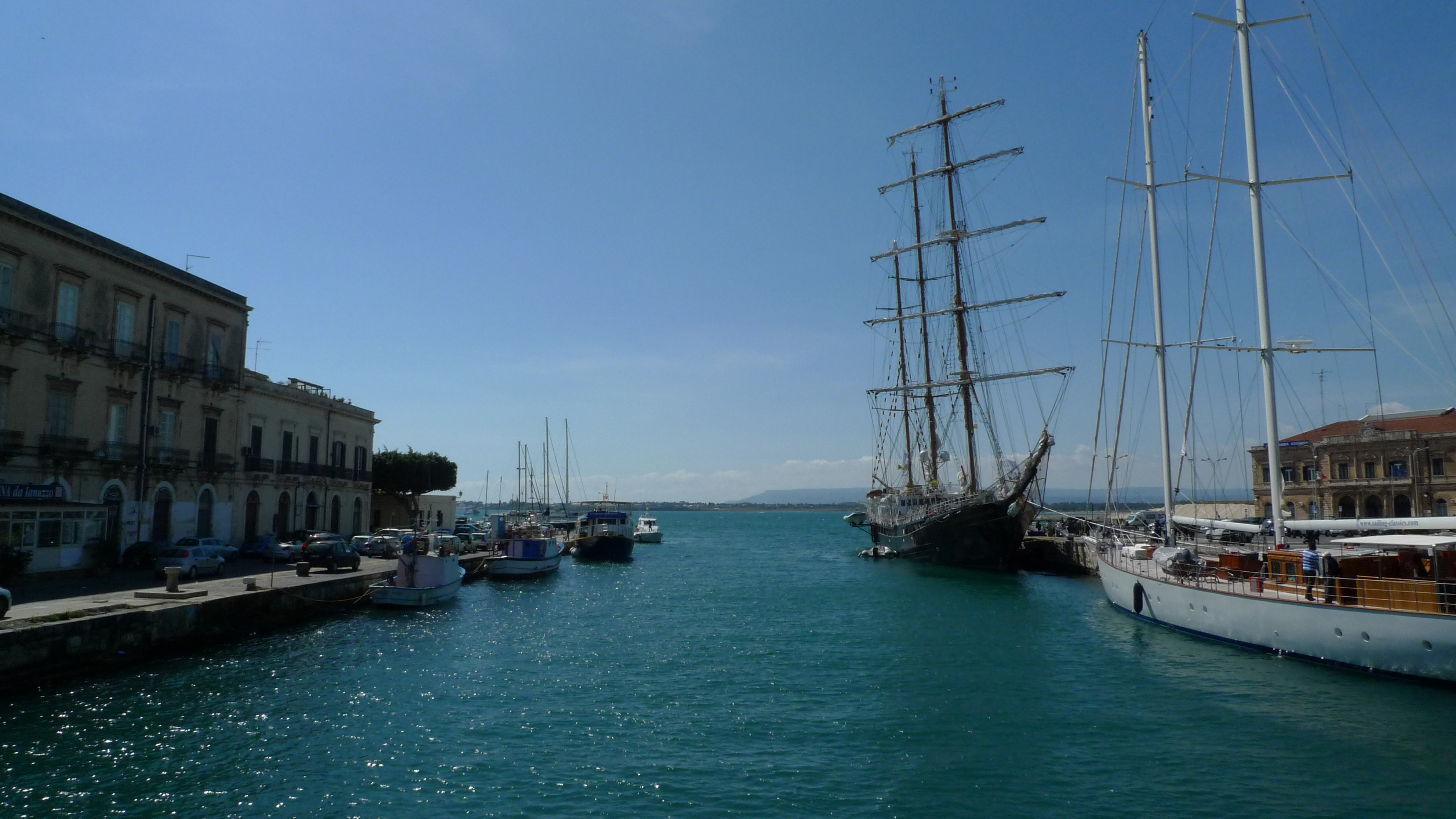
L'imboccaotura del porto Grande di Siracusa, che ai tempi della rivoluzione accolse le navi delle potenze mediatrici

Il 26 febbraio Napoli mandò a Siracusa le sue truppe e munizioni di rinforzo su navi da guerra, il che agitò molto i siracusani, i quali vedevano così svanire ogni speranza di potersi da soli liberare come le altre città di Sicilia e si giunse quasi allo scontro tra popolo e soldati; tuttavia questo fu evitato dall'arrivo inaspettato di una nave inglese: il brick Harlequin (l'Arlecchino nelle fonti italiane) con il suo comandante a bordo, John Moore, R.N. (nelle fonti siracusane noto come capitano Giovanni Moor), che dichiarò di essere stato mandato dall'Inghilterra per evitare inutili spargimenti di sangue in quei concitati momenti. Quindi l'inglese si rivolse al popolo, incoraggiandolo a non temere, intimò poi al generale Palma di tenere le porte della città aperte e di non compiere atti provocatori. Discorso che gli valse l'applauso dei siracusani. Dopodiché se ne partì, ma la sua figura lasciò un'impressione talmente positiva tra i cittadini, che il Privitera lo definì come un «angelo tutelare» (un angelo custode), senza il quale quel giorno, con ogni probabilità, sarebbe scoppiata una violenta rivolta tutta a svantaggio dei siracusani. Ciononostante, Palma dichiarò la città in stato di assedio; le porte rimasero chiuse.
Il 4 marzo più navi inglesi giunsero in porto e il Moore annunciò al popolo aretuseo che la causa siciliana si avviava verso una felice risoluzione. I siracusani, estasiati da ciò, issarono per la prima volta la bandiera tricolore della rivoluzione in cima al Duomo (la bandiera era data dai colori verde, bianco e rosso, ma con al centro la Triscele). Il 6 marzo i siracusani appresero da una nave di Malta che in Francia era scoppiata la rivoluzione e che i francesi avevano dichiarata la repubblica: il Moore, l'8 marzo disse che la rivoluzione francese avrebbe giocato un ruolo importante per il destino della Sicilia (del resto, Alphonse de Lamartine -  i cui proclami erano stati dal 6 marzo ampiamente distribuiti a Siracusa e altrove nell'isola - nella sua cronaca rivoluzionaria dichiarò che la Francia in quei frangenti aveva solo due opzioni per far sentire la sua voce alle altre potenze e la sua vicinanza ai popoli ribelli: stracciare la carta dell'Europa e dichiarare guerra a tutti i troni oppure manifestarsi Repubblica e schierarsi a favore delle nazionalità oppresse, tra le quali, oltre l'Italia, era chiaramente intesa la Sicilia).
Il 12 marzo, sollecitato dal vice-ammiraglio William Parker, John Moore fu visto nuovamente entrare nel porto aretuseo: egli, che dal suo superiore aveva avuto l'ordine di usare tutta la sua influenza per rendere adamantine le parole pronunciate, informò i comandanti della fortezza di Siracusa che, su volere di Lord Minto, era stato concluso un armistizio tra Sua Maestà napoletana e il Comitato generale di Sicilia: che la Cittadella di Messina e Siracusa venivano, momentaneamente, cedute ai Comitati della ribellione e che le truppe regie dovevano quindi lasciarle libere e andare via dall'isola. Mentre Moore esponeva ciò che aveva da dire, giunse in città un'altra nave inglese: il vapore Porcupine, che annunciò ai siracusani il medesimo editto già recato dall'Harlequin.
Le porte vennero aperte. Vi fu una grande festa in città per l'ottenuta libertà. Siracusa si unì al resto della Sicilia e giorno 20 marzo diede al Comitato generale di Sicilia una petizione firmata dalla cittadinanza con la quale si domandava la restituzione del perduto titolo di capoluogo di provincia. Il Comitato palermitano non negò ai siracusani l'adempimento del loro voto e acconsentì alla richiesta. Sorsero però dei gravi dissidi con i netini, i quali, dopo il proclama che annullava l'editto del '37 di Ferdinando II, cercarono di uccidere i siracusani residenti in Noto, che trovarono scampo fuggendo ad Avola, dove vennero bene accolti.
Il comandante Moore e l'ufficiale borbonico Palma stabilirono. a bordo dell'Harlequin tra il 22 e il 23 marzo, che per compiere atti di guerra e rompere l'armistizio, ciascuna delle due parti fosse obbligata a dare al suo nemico 8 giorni di preavviso.

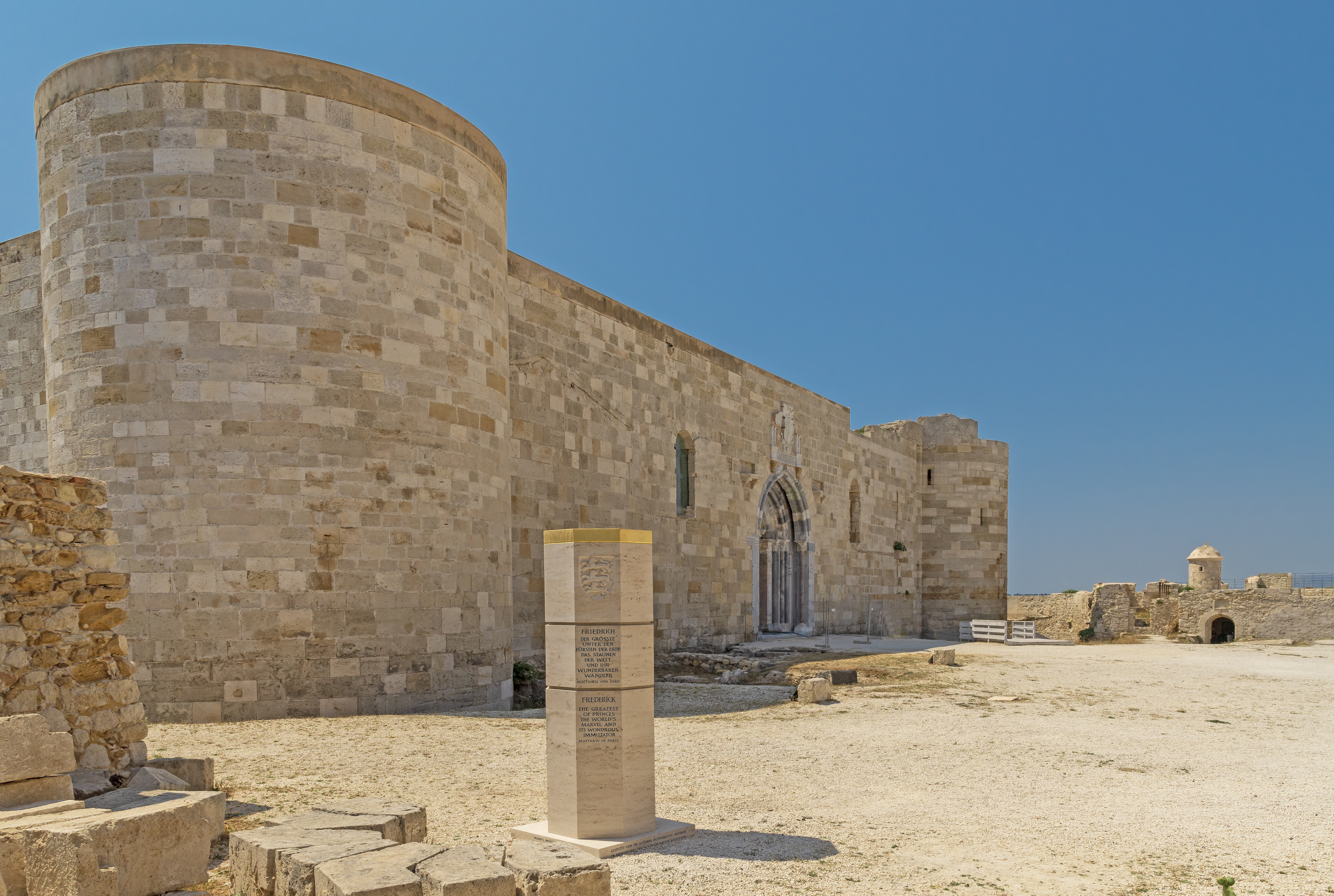
Castel Maniace, edificato a Siracusa nel XIII secolo da Federico II di Svevia: l'obelisco di forma ottagonale lo ricorda. Fu il principale oggetto del disarmo da parte dei napoletani nel contesto rivoluzionario del 1848

Giorno 25 marzo la Sicilia si innalzò a Stato indipendente: nacque nuovamente il Regno di Sicilia. Ruggero Settimo venne eletto dai siciliani "Padre della patria".
Nella notte tra il 26 e il 27 marzo Napoli ordinò il disarmo di Siracusa: 11 navi napoletane (7 fregate a vapore, 1 fregata a vela e 4 brigantini), sotto il comando dell'ammiraglio Yauch, più 160 artiglieri diretti dal generale Raffaele Carrascosa (costoro sbarcati direttamente al castello), entrarono in porto con lo scopo di trasportare via tutte le armi e le munizioni della città. Ne nacque un conflitto: i rivoluzionari siciliani non volevano dare ai napoletani un simile vantaggio, prevedendo che ben presto ci sarebbe stato un assedio da parte delle truppe borboniche. Il presidente del Comitato rivoluzionario aretuseo, il barone Emanuele Francica Pancali, protestò energicamente, incolpando il Palma di violare l'armistizio senza aver dato alcun preavviso. Il generale obiettò al Pancali, asserendo di non poter ignorare gli ordini ricevuti da Napoli. Nel frattempo la situazione divenne irrequieta: i soldati sopraggiunti davano cenno di voler procedere militarmente contro un popolo che sempre più fremeva.
Tuttavia, il numero elevato delle navi partenopee aveva attirato l'attenzione delle altre città di Sicilia: Messina, vedendoli navigare verso sud e venendo oltrepassata, capì dove era diretta la spedizione militare e ne diede avviso a Catania: questa a sua volta mise al corrente il comandante britannico John Moore, il quale, vegliando dal largo della costa catanese lo specchio d'acqua di Siracusa, entrò anch'egli nell'agitata fortezza: sbarcato dall'Harlequin si adirò il Moore con il generale Palma e intimò ai soldati napoletani di non scendere a terra, accusandoli di aver apertamente violato l'armistizio. Replicò il Palma, enunciando all'ufficiale vittoriano che prima dell'armistizio veniva «l'obbedienza al proprio re». Gli rispose Moore dicendogli che «prima del proprio re veniva il proprio onore».
Non riuscendo a risolversi la vicenda, tutte le parti optarono per ritirarsi provvisoriamente: il generale Palma scrisse al re di Napoli, il presidente del Comitato rivoluzionario scrisse al Ministro della Guerra siciliano e il comandante Moore scrisse a Lord Minto (informando anche il vice-ammiraglio William Parker e il governatore della colonia di Malta). In attesa delle rispettive risposte il Palma dichiarava di fronte al Moore e al Pancali che per lui da quel momento incominciava il conto alla rovescia degli 8 giorni necessari a rompere l'armistizio.
Moore aveva richiesto tramite i suoi ufficiali dei rinforzi inglesi da Malta: egli temeva che, in caso si fosse rianimata la contesa in atto, non avrebbe potuto da solo impedire ai napoletani il disarmo della città; né i siracusani avrebbero potuto aiutarlo, dato che il popolo della fortezza veniva tenuto sotto tiro dalle baionette dei soldati. Da Malta giunse allora uno schooner che assicurò al giovane Moore l'arrivo dalle acque spagnole di Cadice dei vascelli britannici, pronti per venire in suo soccorso. Non si giunse comunque agli estremi: i siracusani non versarono sangue, né gli inglesi ebbero modo di scoprire fino a che punto li avrebbe impegnati la loro missione di pace, poiché arrivarono le lettere con le parole di Lord Minto, il quale invitava tutti alla calma e a permettere ai regi il disarmo della fortezza; che non valeva la pena che si commettessero eccidi per la tutela dei cannoni. Nonostante ciò, Napoli, non fidandosi degli inglesi, il 4 aprile spedì a Siracusa altri vapori con 1.400 uomini armati, i quali avevano il compito di tutelare le operazioni di disarmo.
Il 13 aprile i napoletani conclusero la spoliazione della fortezza aretusea: Moore e Pancali entrando dentro il castello trovarono tutto distrutto; persino i magazzini vennero messi a soqquadro e le botti di vino vennero rovesciate per terra. Ciononostante, non si erano verificati episodi violenti sulla popolazione e quando i soldati e le navi di Ferdinando partirono, i siracusani furono liberi da aggressioni interne ma al contempo divennero facili prede per le aggressioni esterne.
Quello stesso 13 aprile, con la liberazione di Siracusa, la Sicilia dichiarò decaduta per sempre la dinastia dei Borbone. Solamente la Cittadella di Messina rimaneva in potere di Ferdinando II: il generale Palma fu chiamato a comandarla, sostituendo il generale Pronio. Sempre il 13 aprile Lord Minto dichiarò ufficialmente (dopo averne dato preavviso l'11 aprile) che la sua missione era finita: esortava però i siciliani a non costituirsi Repubblica, altrimenti vi sarebbero state per loro delle funeste conseguenze (l'Inghilterra, in opposizione alla Francia, non desiderava una Sicilia repubblicana).

#### Seconda fase
Siracusa lanciò più volte l'allarme: essa si trovava del tutto sguarnita; del tutto impossibilitata a difendersi da un qualsiasi eventuale attacco. I paesi a lei più vicini, Avola  a sud e Augusta a nord, risposero ai suoi appelli, spedendo un po' della loro artiglieria e munizioni all'interno della fortezza. Pure Palermo mandò qualcosa; ma era ancora decisamente troppo poco. I siracusani, disperatamente, cercarono persino i resti bellici dell'antica battaglia che si era svolta in città tra tedeschi e spagnoli, ma nulla trovarono che potesse loro tornare utile. I siciliani, quel poco che avevano, lo spedivano più che altro a Milazzo (baluardo nelle loro mani) e Messina (minacciata dall'omonima Cittadella militare). Siracusa, mentre versava in simili affanni, vide allora giungere la richiesta da parte degli Stati Uniti d'America di costruire in essa dei punti di rifornimento per i soldati americani che combattevano nel Mediterraneo e di far svernare le navi dello Stato atlantico nel suo porto. La richiesta venne accolta con entusiasmo dal Comitato rivoluzionario aretuseo e tale entusiasmo coinvolse una parte del parlamento siciliano quando fu chiamato a decidere se accettare o rifiutare tale proponimento (29 maggio 1848).
Alcuni vedevano nella presenza degli americani a Siracusa una possibile e solida difesa per la Sicilia, la quale, si vociferava con insistenza, stava per essere attaccata dalla spedizione di riconquista da parte di Ferdinando II:

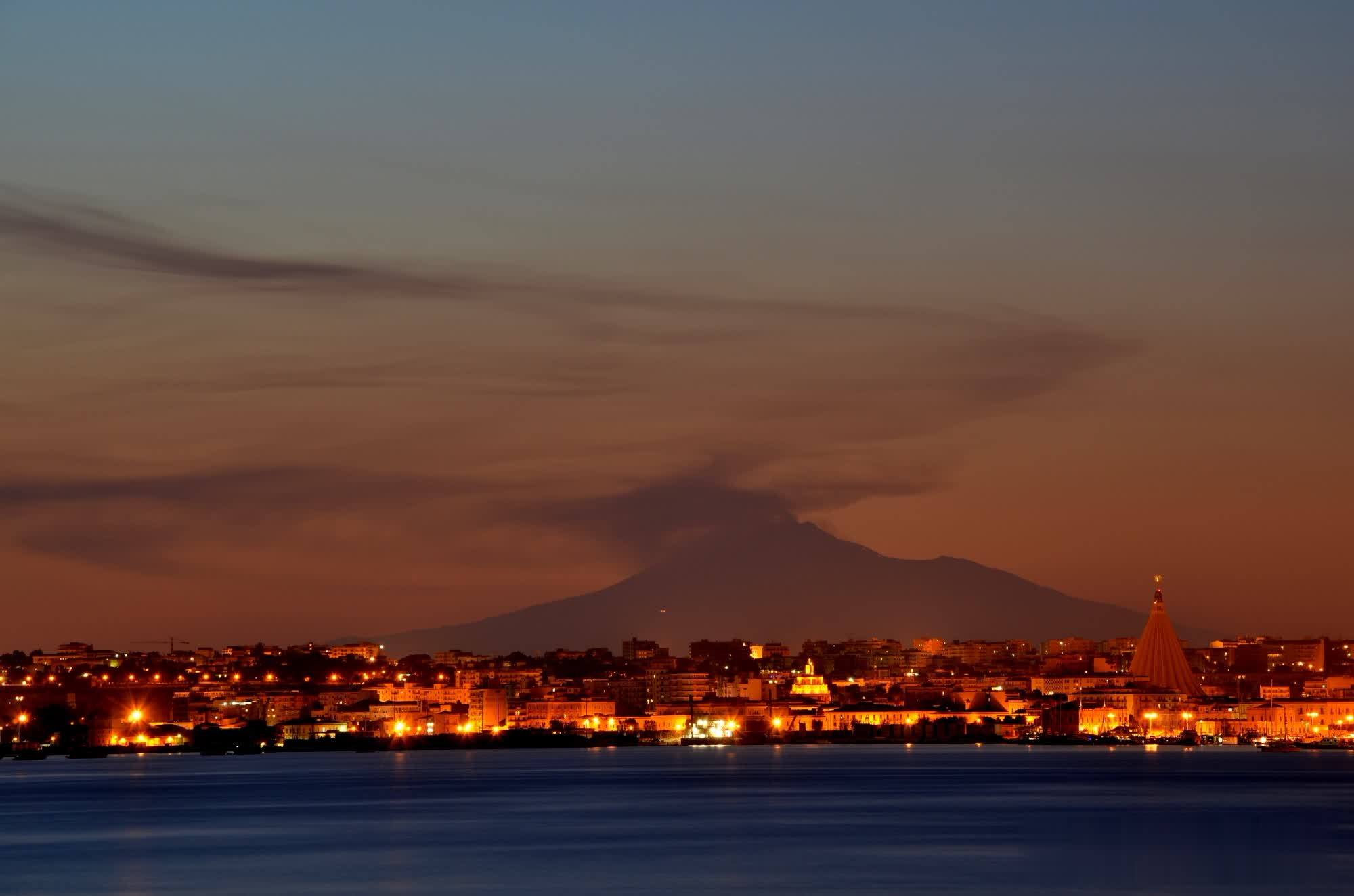
Una veduta dell'odierna Siracusa (alle sue spalle il monte Etna in eruzione), le cui acque attirarono nel XIX secolo il sincero interesse della marina americana

I rapporti tra americani e siracusani erano incominciati nel primo decennio del 1800, quando la città d'Archimede accolse gli uomini di Thomas Jefferson, impegnati a battersi nelle guerre barbaresche. Il legame venne interrotto dall'occupazione militare della città da parte dell'Inghilterra nel corso delle guerre napoleoniche. Ma nel 1816 gli americani tornarono a Siracusa e richiesero ufficialmente che il suo porto venisse ceduto in maniera esclusiva alle forze della United States Navy: In Inghilterra e in Francia si arrivò a dire, probabilmente dando credito a una voce infondata, che il governo americano avesse offerto al re delle Due Sicilie la somma di 30.000.000 di franchi affinché questi rinunciasse al porto di Siracusa, la quale sarebbe divenuta a tutti gli effetti la principale base dell'America nel Mediterraneo. Il re - che fosse vera o inventata la storia del denaro - rifiutò comunque, affermando che la presenza degli americani a Siracusa gli avrebbe recato delle forti tensioni politiche con gli altri Stati mediterranei, con i quali egli in quel momento era in pace.
Nel 1848 dunque si rinnovava l'interesse e la richiesta americana per Siracusa: nel contesto rivoluzionario, non più appartenente ad alcuna casata reale; la decisione sul futuro dei siracusani spettava solamente al governo siciliano, il quale acconsentì, ma solo in parte. Il progetto di una Siracusa stabile base della flotta americana naufragò rapidamente.
Al principio dell'estate tutte le città siciliane costituirono una guardia nazionale: propri cittadini che dovevano farsi carico del mantenimento dell'ordine pubblico; anche Siracusa costituì la propria. Nel frattempo Catania e Palermo mandarono le loro compagnie, facenti parte dell'esercito nazionale siciliano, a difendere Siracusa in vista della spedizione ferdinandea. Il 28 giugno avvenne una lite violenta in città tra catanesi e palermitani. Vi furono morti e feriti e i siracusani della guardia nazionale faticarono non poco per ristabilire la calma. La contesa terminò con la compagnia palermitana che lasciò la fortezza aretusea alle armi dei soldati catanesi.
Il governo siciliano, dopo varie discussioni, decise di offrire l'11 luglio la corona di Sicilia a un principe italiano: la scelta, condizionata dal volere dell'Inghilterra - che dopo una breve assenza era ritornata ad occuparsi della questione siciliana -, ricadde sul capo del duca di Genova Ferdinando di Savoia, figlio del re piemontese Carlo Alberto di Savoia. La Francia aveva invece proposto che i siciliani scegliessero come loro nuovo re il giovanissimo erede al trono del Granducato di Toscana, Carlo d'Asburgo-Lorena, ma poiché il principe toscano necessitava di un reggente e l'influenza dell'Inghilterra era più forte di quella francese sui siciliani, la proposta di eleggere un altro Asburgo sul trono di Sicilia cadde nel vuoto. I siciliani spedirono una loro rappresentanza a Marmirolo, nel mantovano (dove si stavano svolgendo gli eventi della Prima guerra d'indipendenza italiana), con l'intento di incontrare il principe scelto. Tuttavia fu chiaro fin dall'inizio che il loro desiderio non si sarebbe mai realizzato: il duca di Genova si mostrò del tutto disinteressato all'offerta dei siciliani; egli non aveva alcun interesse ad occupare quel trono, preso com'era dagli affari militari del Nord Italia. Restio era invece il padre del duca, Carlo Alberto, il quale auspicava un'unione delle due corone (tenendo comunque presente che i siciliani ambivano alla nascita di una propria dinastia, separata da chiunque), ma voleva però delle solide certezze dall'Inghilterra: memore egli del passato estremamente turbolento che vi era stato tra le due realtà quando, a seguito del trattato di Utrecht, la Sicilia era stata strappata alla Spagna e unita alla Casa dei Savoia, concentrando sui piemontesi le ire degli spagnoli e una serie di alte tensioni con mezza Europa (i Savoia scelsero la fortezza di Siracusa come loro punto di resistenza finale, quando in ballo vi era il mantenimento della corona siciliana). Tensioni che adesso rischiavano di riproporsi, dato che il re Ferdinando II di Borbone aveva già avvisato Carlo Alberto che se suo figlio avesse accettato il trono di Sicilia, Napoli avrebbe dichiarato guerra al Piemonte (la qual cosa giocava contro la fragile unione che gli Stati italiani stavano tentando di porre in atto fra di loro).
L'Inghilterra rispose freddamente al Savoia, facendogli capire che essa avrebbe riconosciuto il duca quale re di Sicilia solo dopo l'avvenuta conquista, bellica, di quel trono e che gli inglesi non avrebbero combattuto in suo favore. Ancor più glaciale fu la Francia: essa, che aveva proposto l'Asburgo-Lorena e non il Savoia, avrebbe preferito che la Sicilia dichiarasse finalmente la Repubblica, affiancandola. A ciò si univa il completo disinteressamento del principe savoiardo, il quale non ambiva alla conquista di alcun trono. I siciliani ottennero un rifiuto da parte di Torino.
Ferdinando II di Borbone non attese oltre: sul finire dell'estate preparò la propria spedizione per riconquistare la Sicilia ribelle e al principio di settembre inviò i suoi uomini a Messina; agevolato dall'omonima fortezza che, al contrario di quanto avvenuto a Siracusa, non era stata disarmata ed era sempre rimasta pronta a far fuoco (solo l'armistizio l'aveva fino a quel momento trattenuta).

### La riconquista borbonica
Prima che Messina si palesasse l'oggetto della spedizione ferdinandea, era opinione diffusa nell'isola che i borbonici avrebbero anzitutto riportato sotto le loro insegne la facile preda di Siracusa; così sostenevano ad esempio i catanesi, e gli inglesi, i quali nei loro rapporti definivano la città aretusea «feeble» e «almost defenceless»;  ovvero debole e quasi inerme, a causa della citata spoliazione avvenuta agli inizi di aprile.

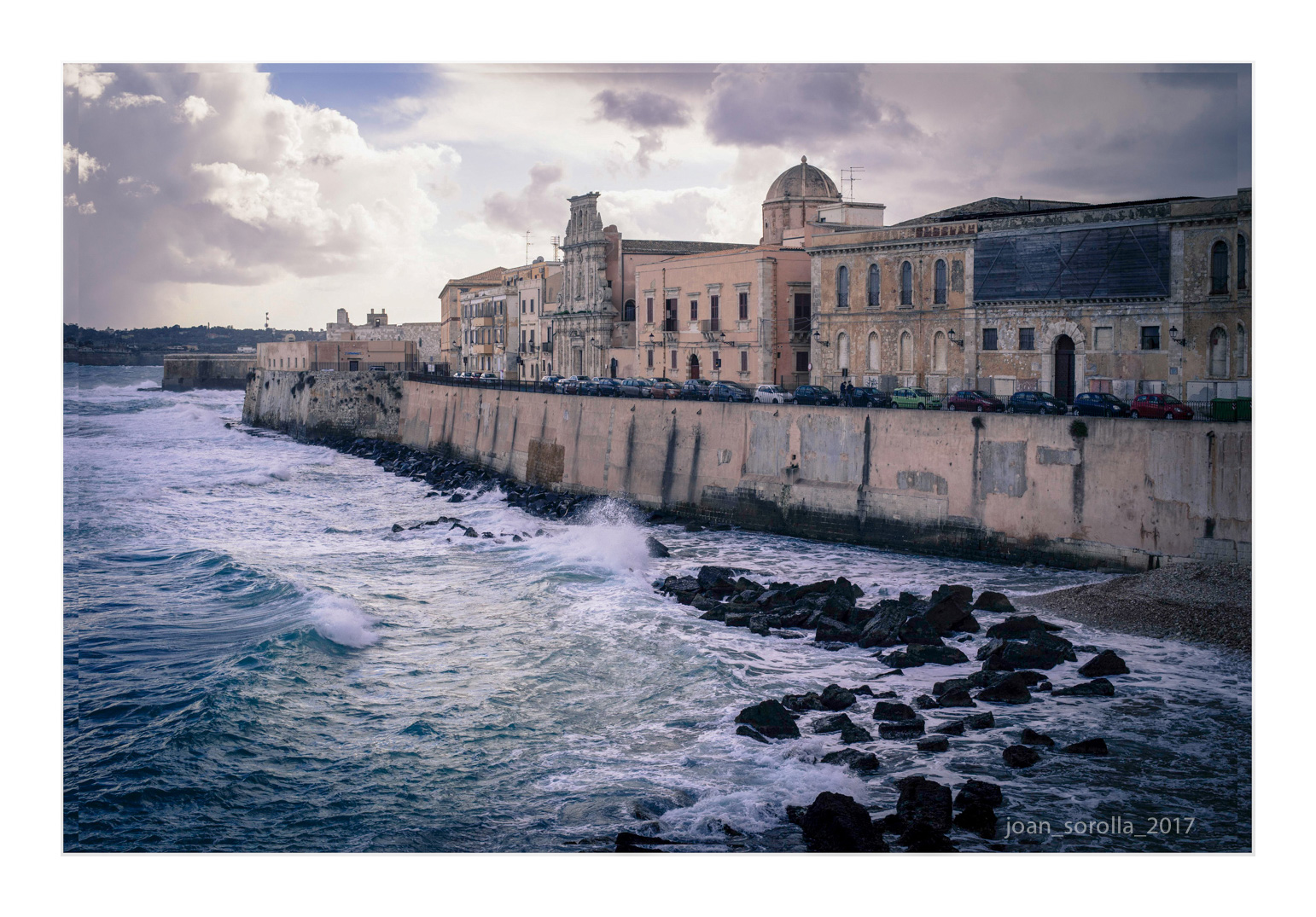
Ortigia dal lato di Levante. L'11 settembre i napoletani si spinsero alla conquista della città, ma una tempesta bloccò le loro navi in alto mare e di notte i francesi, giunti alle porte di Siracusa, le convinsero a invertire la rotta in nome del nuovo armistizio

Pure i siracusani erano convinti che sarebbero stati tra i primissimi soggetti a sperimentare la collera del Borbone, e cercarono quindi di chiamare in loro aiuto gli altri siciliani: 300 soldati a cavallo furono spediti dai distretti di Girgenti, Trapani, Licata, Terranova  e Alcamo: false voci promettevano l'arrivo di un ulteriore contingente di 5.000 uomini in soccorso dei siracusani, ma costoro non giunsero mai. Nella tensione generale, venne ucciso il comandante della fortezza, accusato di tradimento da parte del popolo. Pochi giorni prima della venuta napoletana, entrò nel porto aretuseo il vapore inglese Porcupine, che mise in guardia Siracusa: Ferdinando avrebbe presto attaccato. E il Borbone effettivamente attaccò, ma le sue forze - 24.000 soldati - si concentrarono su Messina, la quale dopo un violentissimo assedio, guidato dal generale Carlo Filangieri, principe di Satriano (durante il quale la città venne sommersa dalle bombe), ebbe un altrettanto virulento saccheggio: massacri e stupri fin dentro le chiese fecero fuggire in massa i messinesi; molti di loro trovarono scampo salendo a bordo delle navi da guerra dei francesi e degli inglesi che, fermi in porto, da giorni assistevano silenziosamente agli eccidi (gli attacchi dei regi erano incominciati il 3 settembre e al 9 Messina era già da considerarsi espugnata). Finalmente giorno 11 settembre l'ammiraglio francese Baudin, persuaso dall'eccessiva atrocità manifestatasi durante la conquista, decise di comune accordo con l'ammiraglio inglese Parker di imporre, in nome di Dio e dell'umanità, un secondo armistizio alle truppe di Ferdinando. L'iniziativa dei due ammiragli trovò subito l'approvazione delle rispettive nazioni: Francia e Inghilterra. Tuttavia, prima che al principe di Satriano, dopo vive proteste, giungesse da Napoli tramite messaggio telegrafico l'ordine di accettare la tregua delle armi, egli aveva - in quello stesso giorno - già spedito la sua flotta, fresca di conquista, a Siracusa.
I siracusani, che avevano avuto nel frattempo notizie, tramite Malta, della tragica caduta di Messina, stavano in ansia e quando l'11 videro comparire all'orizzonte le navi napoletane, consapevoli di non avere le forze necessarie per respingerle, si prepararono al peggio. Venendo la sera, furono spente tutte le luci e la gente si chiuse in casa. Una lieve speranza però rianimò la città: presto ci si rese conto che il mare in tempesta impediva alle navi borboniche di avvicinarsi a riva, e la notte portò coraggio al popolo.
Pur trattandosi di una lotta impari, anziché soccombere senza combattere, fu deliberato di fare fuoco contro il numeroso nemico; furono prese le armi in mano e furono caricati quei pochi cannoni racimolati dalle altre terre siciliane. In tutto ciò, mentre le micce erano già state accese, comparve una nave battente la bandiera di Francia: la fregata a vapore Panama, che con i motori al massimo si posizionò davanti alle navi napoletane, impedendo loro di avvicinarsi alla città. I siracusani stettero immobili, scrutando dalla riva l'evolversi della situazione; essi - ignari dell'armistizio che era stato concluso solo poche ore prima - si meravigliarono quando videro le navi di Ferdinando allontanarsi dal porto e risalire verso Messina. Sapranno solamente diversi giorni dopo (il 17 settembre) che quella nave francese, la quale aveva risparmiato loro uno spargimento di sangue, era stata mandata dall'ammiraglio Baudin per mettere a conoscenza la flotta napoletana dell'avvenuto armistizio fra il re di Napoli e il governo siciliano, proibendo qualsiasi altro assedio. Si venne a creare una situazione alquanto strana da quel momento in avanti: i siciliani, e soprattutto i siracusani, quasi si dimenticarono della caduta di Messina e del minaccioso monito che essa per tutti loro doveva rappresentare, poiché vennero in un certo qual senso "cullati" dalla rassicurante e continua presenza di soldati francesi e inglesi dentro la baia:
In particolare fu questo il periodo durante il quale i rapporti tra siracusani e francesi si distesero e divennero intimi come mai prima: se durante le guerre napoleoniche Siracusa, occupata dagli inglesi, era stata terra nemica di Napoleone e dei francesi, adesso con la nuova alleanza stretta tra Inghilterra e Francia, essa accolse liberamente le navi della potenza d'oltralpe giunte da Tolone e, come ebbe a descrivere Privitera, si verificò un «affratellamento coi francesi»: la marina brulicava di gente, i siracusani invitavano i francesi a banchettare con loro in città, e questi ricambiavano volentieri, facendoli salire a bordo delle navi, dove si svolgevano serate danzanti. Danze che venivano replicate anche tra le vie di Ortigia, dove i francesi intrattenevano i cittadini con bande musicali che culminavano in piazza del Duomo. Applausi, feste e un'eccessiva infatuazione di un popolo non più abituato alla vita mondana, finirono per stordire la causa rivoluzionaria, distraendo i siracusani da quello che fino a settembre era stato - e dove essere tuttora - il loro chiodo fisso: trovare l'armamento necessario per difendersi.
In attesa di una soluzione definitiva, l'armistizio prevedeva che i napoletani mantenessero il controllo di Messina, ma che non potessero spingersi oltre i territori già conquistati della sua omonima provincia. Il resto della Sicilia era stato dichiarato tutto territorio neutrale. Navi inglesi pattugliavano il mare, incaricandosi di far osservare strettamente la tregua (di Siracusa si occupava particolarmente un ufficiale britannico di nome John Robb, sostituto del Moore, capitano del Gladiator), e otto ufficiali francesi con un maggiore polacco d'artiglieria, Weldiski, vennero inviati nella fortezza per organizzarne la difesa: la venuta di Weldiski, unita al fatto che dal novembre del '48 la Francia aveva dato ordine alle sue navi di lasciare le coste siciliane, segnò per i siracusani il ritorno brusco alla realtà dei fatti; le ultime feste lasciarono il posto alle grida onnipresenti del polacco, il quale, molto energico e battagliero, riuscì a focalizzare l'attenzione della popolazione sulla necessità di lavorare alacremente affinché la fortezza potesse ritornare alla sua antica minacciosità verso gli invasori.
Va collocata in questo periodo la "pace temporanea" che avvenne tra i netini e i siracusani: una deputazione della città aretusea venne inviata a Noto il 4 febbraio 1849, recando in dono una bandiera con su scritto Siracusa ai fratelli di Noto; per concretizzare quel «bacio fraterno» che avrebbe dovuto far cessare una volta per tutte la rivalità che si era materializzata dopo la crisi del 1837. Noto accettò di buon grado la pace e a sua volta inviò una propria deputazione a Siracusa, omaggiandola con una medaglia in oro, che recava incisi simboli di pace.

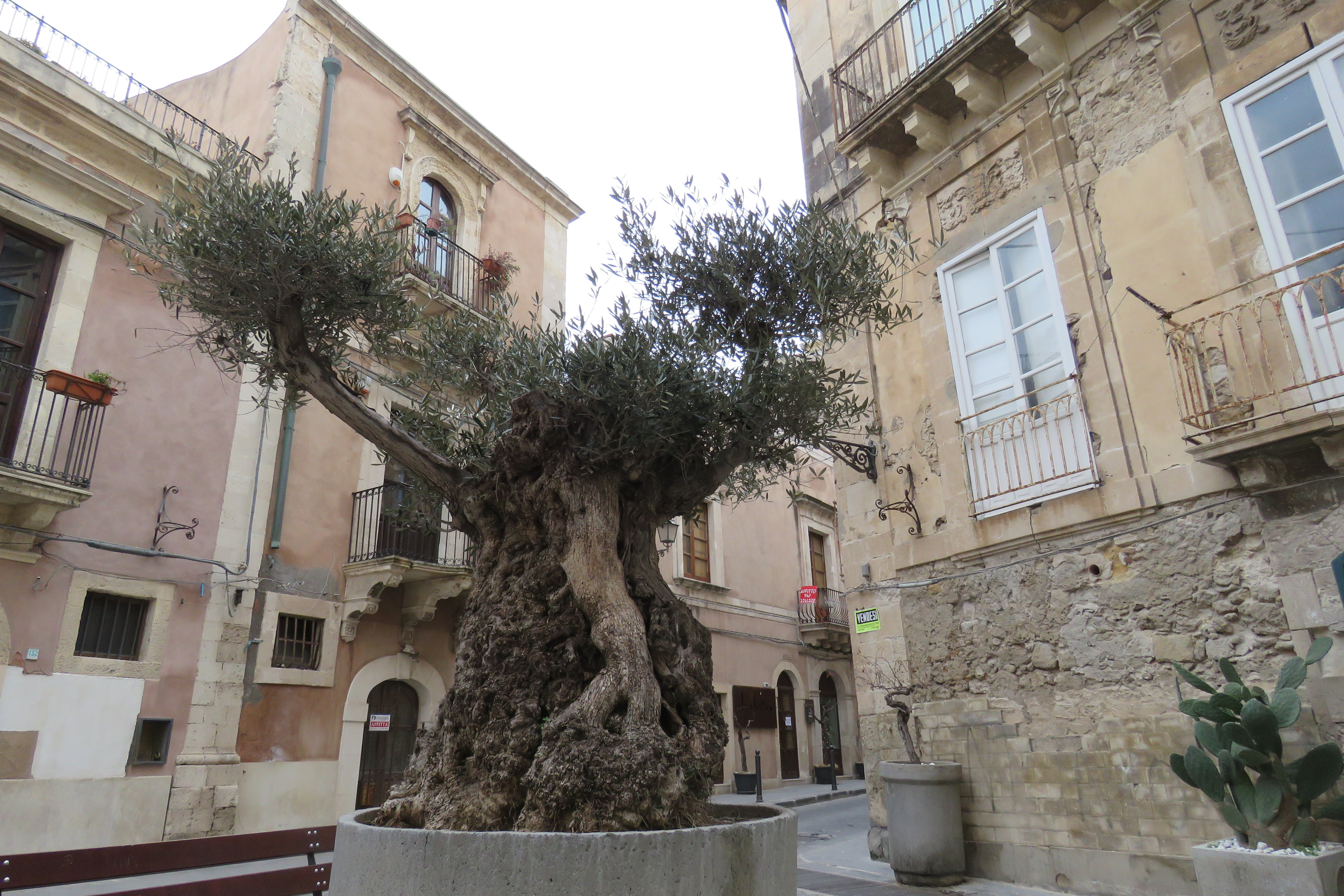
Veduta su una piazza della città-fortezza

Nel frattempo Francia e Inghilterra presentarono a tutti i siciliani il cosiddetto Ultimatum di Gaeta: uno statuto speciale che Napoli concedeva alla Sicilia in cambio della cessazione delle ostilità. In tale delibera Siracusa era espressamente citata tra le tre fortezze dell'isola che avrebbero dovuto mantenere al proprio interno una grossa schiera di soldati regi (oltre lei vi figuravano i nomi delle città di Trapani, Messina e un forte di Catania). Il re non intendeva separare le due corone. I siciliani rifiutarono lo statuto in maniera compatta; nello specifico, i siracusani, informati di ciò dal vapore francese Ariel il 19 marzo, mostrarono il loro sdegno davanti agli ufficiali francesi, lacerando i fogli giunti da Gaeta e gridando per le strade di Ortigia: «guerra, guerra; o libertà o morte». Ad assistere al furore del popolo vi era anche il comandante generale delle truppe siciliane, il polacco Ludwik Mierosławski, il quale incitò i siracusani alla lotta, facendo loro un discorso acceso che, se pur in lingua straniera, riuscì a strappare applausi tra la folla. All'eccitamento del generale fece eco quello del suo connazionale, Weldiski, che si era già da tempo conquistato la piena attenzione della città: tutto il popolo seguiva le direttive di Weldiski, senza alcuna distinzione sociale: nobili e mendicanti, uomini e donne, lavoravano all'unisono per rafforzare le difese delle loro mura. Al grido di «Viva la Polonia» e «Viva il polacco Weldiski» Siracusa si riteneva pronta per l'attacco dei regi.
La situazione mutò tragicamente quando giunse notizia dell'espugnazione di Catania, avvenuta il 6 aprile 1849. La città etnea venne abbandonata al saccheggio e si ripeté esattamente quanto era in precedenza accaduto dopo l'espugnazione di Messina. La sicurezza dei siracusani venne minata nel profondo quando il battagliero Weldiski, che la città riteneva sua solida guida, cambiò la propria opinione positiva per una visione assolutamente negativa: Siracusa, disse, non avrebbe potuto resistere all'assalto dei soldati borbonici; troppo numerosi e troppo ben muniti. A ciò si univa il coro degli ufficiali francesi con il loro comandante, sbarcati in porto ad avvertire i siracusani che i napoletani erano ormai vicini alle mura e che difficilmente la fortezza avrebbe retto all'urto.
Il colpo di grazia ad ogni voglia di resistenza venne dato da due fattori: il primo fu l'abbandono del proprio posto di combattimento da parte dei soldati mandati dai paesi della provincia, i quali avendo la possibilità di scegliere se andarsene o rimanere dentro la fortezza preferirono la via del ritorno, creando il panico tra i cittadini, che invece non potevano ritirarsi in massa nelle campagne, ed erano piuttosto obbligati a rimanere alla mercé del vincitore. Secondo e decisivo fattore fu la scesa a terra - il 9 aprile verso mezzogiorno - dei due comandanti dei vapori Bulldog e Descartes, rispettivamente l'inglese Astley Cooper Key e il francese Bouet (nelle fonti siracusane i nomi vennero erroneamente riportati e trascritti come Sir Hey e Mons. Buez): entrambi si presentarono davanti al Senato aretuseo e in maniera alquanto inedita - poiché alle altre città poste in stato di assedio non era stata data una simile opportunità e, dato il delicato momento, una tale tentazione - offrirono ai siracusani la possibilità di usufruire della loro influenza per evitare lo scontro: se avessero deciso di accettare la loro mediazione, che prevedeva la resa incondizionata, assicuravano sul loro onore che i soldati borbonici non avrebbero fatto alcun danno a Siracusa e ai suoi abitanti. Davano quindi solo mezz'ora di tempo al Senato per comunicare agli ufficiali di Inghilterra e Francia - rimasti nella sala governativa ad attendere - cosa Siracusa intendesse fare: battersi o arrendersi. La situazione era troppo critica e la proposta delle due potenze troppo allettante per essere ignorata, quindi il Senato infine comunicò a Key e Buez che la città accettava la mano che le era stata tesa, affidandosi del tutto all'operato del Bulldog e del Descartes per bloccare le navi napoletane che nel mentre erano giunte in porto.
Key e Bouet lasciarono in tutta fretta il palazzo, dove venne firmata una sorta di capitolazione ufficiosa, e andarono incontro alle navi del principe di Satriano, i cui soldati, effettivamente, dopo l'incontro con i comandanti inglese e francese, non intrapresero alcuna azione violenta contro i siracusani, limitandosi ad accettare la resa incondizionata della città, la quale tornò così sotto il potere di Ferdinando II di Borbone.

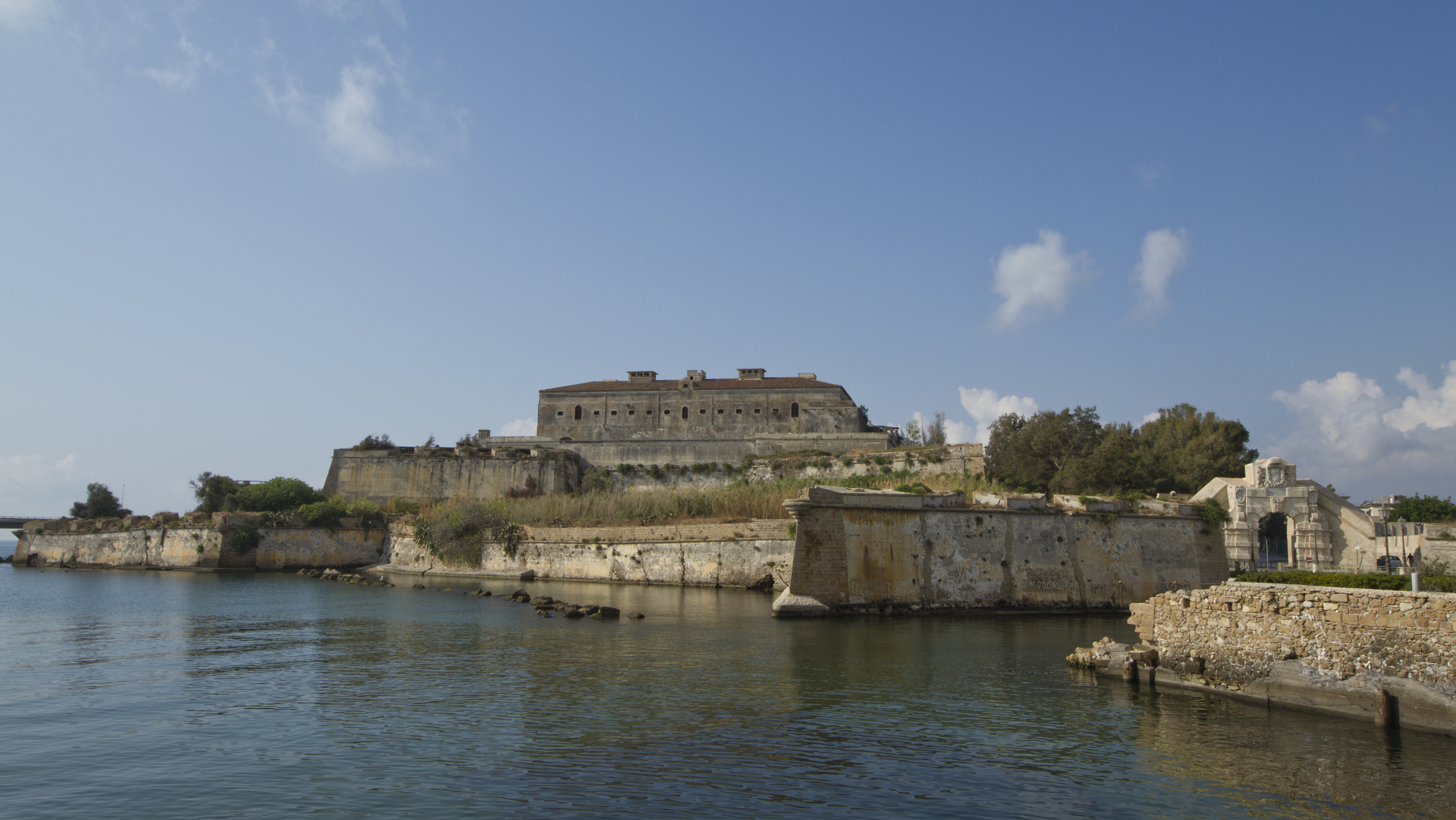
I resti fortificati di Augusta (il castello Svevo e la cinta dei bastioni): all'epoca della rivoluzione siciliana essa fu la prima fortezza siracusana ad arrendersi, condizionando grandemente lo stato d'animo del capoluogo

La resa di Augusta aveva preceduto quella di Siracusa (e tale resa, insieme alla presa di Catania e al suo virulento saccheggio, aveva influito parecchio sulla decisione finale dei siracusani). Il resto della Sicilia, seguendo l'esempio della città aretusea, capitolò senza combattere: l'ultima capitolazione fu quella di Palermo, la quale accettò anch'essa, il 15 maggio 1849, la mediazione degli ufficiali mandati dagli ammiragli Parker e Baudin. Il Regno di Sicilia cessava nuovamente d'esistere.

### Il ruolo delle grandi potenze nella rivoluzione

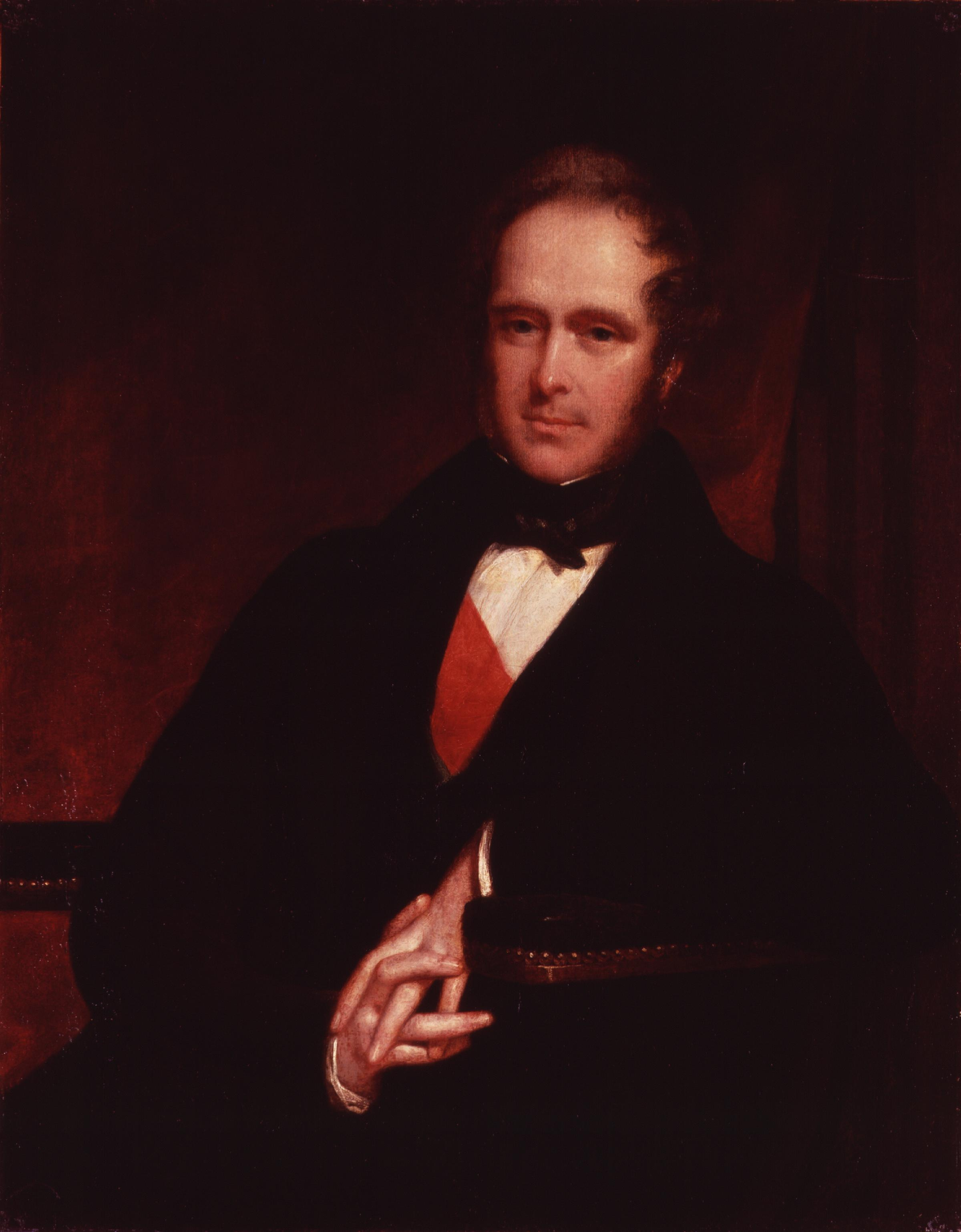
Henry John Temple, III visconte Palmerston venne fortemente criticato in Europa per il comportamento mantenuto dall'Inghilterra nei confronti della questione siciliana

La questione siciliana attirò a suo tempo l'attenzione di gran parte d'Europa, e alcune nazioni, come la Gran Bretagna, seguita in un secondo momento dalla Francia, vollero elevarsi a potenze mediatrici in tale vicenda, cercando una soluzione che potesse pacificare il governo borbonico con i siciliani. Tuttavia, il pensiero che fin da subito circolò in Europa fu un altro: la Sicilia, separata dal resto d'Italia e posta da sola al centro del Mediterraneo, sarebbe stata una facile preda per diverse potenze. La rivoluzione dell'isola era quindi in grado di minare l'equilibrio europeo (tema fondamentale nell'epoca della politica dell'equilibrio e del Sistema del Congresso). La Francia si convinse che l'intromissione dell'Inghilterra nella rivoluzione siciliana avesse il solo scopo di sottrarre l'isola ai Borbone di Napoli e porla sotto il dominio inglese; a quel punto a nulla valsero i continui dinieghi dei siciliani, i quali assicuravano di non voler essere annessi in alcun modo alla Gran Bretagna.
La politica inglese era notoriamente pragmatica, di difficile interpretazione. Se mai vi fu l'intenzione da parte britannica di colonizzare anche la Sicilia (ad esempio nel cosiddetto "decennio inglese siciliano", durante l'Impero napoleonico, la possibile colonizzazione fu argomento più volte dibattuto negli stessi ambienti britannici) la città di Siracusa - anche per via della sua vicinanza con la colonia maltese - sarebbe stata al centro di tale visione:
(The United Service Magazine, Londra 1853, p. 388)
Né la Francia ignorava questo concetto. Siracusa era già stata ai tempi di Horatio Nelson e di Cuthbert Collingwood la principale base navale degli inglesi in Sicilia, mentre la possibilità di divenire una personale possessione della corona britannica - staccata persino dal resto della Sicilia - rimarrà paventata fino al 1861 (anno in cui si vociferò, ma in maniera poi rivelatasi infondata, che la Gran Bretagna avesse ottenuto la cessione, tramite l'operato di James Hudson, di un porto in Sicilia da staccare dalla nuova nazione Italia, e questo porto altri non era che Siracusa). Gli inglesi avevano un concetto peculiare dei siciliani: li consideravano «timid people» (gente timida; espressione che sarebbe stata adoperata da Lord William Bentinck), influenzabili ed estremamente emotivi; in riferimento ai sentimenti che dai siracusani sarebbero potuti scaturire per la causa repubblicana in Sicilia (se Siracusa fosse divenuta terra di approdo degli americani; se questi si fossero impiantati nel suo porto, come poi invece non avvenne) scrisse Lord Francis Napier a Lord Palmerston:
Con la rivoluzione francese del 1848, l'obiettivo primario dell'Inghilterra divenne quello di evitare che la Sicilia dichiarasse anch'essa la repubblica. Con l'intervento della Francia nella questione siciliana, si venne a creare una forte contraddizione nelle mire della ribellione: vi era un partito minoritario repubblicano e uno maggioritario monarchico. Quando Inghilterra e Francia cominciarono a litigare tra loro su chi o cosa dovesse governare la Sicilia, i siciliani, che contavano parecchio sugli aiuti militari delle due potenze, finirono per smarrirsi: in maniera alquanto emblematica, i ministri del Regno Unito arrivarono a dire al ministro della Guerra siciliano, che continuava a premere affinché l'isola venisse dotata di armi per i propri soldati, che la Sicilia, dopotutto, non aveva bisogno di possedere un proprio esercito. Anche la Francia non mandò i necessari aiuti bellici ai siciliani. Difatti, le due grandi potenze si erano pian piano accordate tra loro per riunire la Sicilia alla corona di Napoli, evitando così una guerra d'interessi tra loro stesse: la Sicilia non sarebbe divenuta una terra né francese né tanto meno inglese.
Il picco di tensione europea che si era verificato quando la Sicilia aveva cercato un nuovo re indipendente, suggeriva alle due nazioni prudenza: sia la Spagna che la Russia avevano infatti avvertito che non avrebbero tollerato cambiamenti di alcuna sorta nell'attuale Regno delle Due Sicilie: gli spagnoli vantavano legami di parentela con i Borbone di Napoli, ed erano quindi pronti ad agire, mentre i russi, che erano legati a Ferdinando da una duratura alleanza, avvertirono candidamente che se la Francia o l'Inghilterra avessero in qualsiasi modo violato la neutralità con la quale erano volute intervenire nella questione siciliana, la Russia non avrebbe avuto alcuna esitazione a entrare in conflitto contro queste due nazioni, anche militarmente. Chi interveniva negli affari dell'isola poteva farlo dunque esclusivamente «a nome dell'umanità», senza alcun tornaconto personale; una situazione che finì per portare i siciliani nuovamente in seno al potere borbonico napoletano.